# Liste der Biografien/Em
Liste der Biografien |
Portal Biografien |
Personensuche
# |
A |
B |
C |
D |
E |
F |
G |
H |
I |
J |
K |
L |
M |
N |
O |
P |
Q |
R |
S |
T |
U |
V |
W |
X |
Y |
Z |
?
 
Ea |
Eb |
Ec |
Ed |
Ee |
Ef |
Eg |
Eh |
Ei |
Ej |
Ek |
El |
Em |
En |
Eo |
Ep |
Eq |
Er |
Es |
Et |
Eu |
Ev |
Ew |
Ex |
Ey |
Ez
Die Liste der Biografien führt alle Personen auf, die in der deutschsprachigen Wikipedia einen Artikel haben. Dieses ist eine Teilliste mit 806 Einträgen von Personen, deren Namen mit den Buchstaben „Em“ beginnt.

## Em
- Em, Hans (1898–1992), jugoslawischer Forstwissenschaftler

### Ema
- Ema Shōko (1913–2005), japanische Dichterin und Librettistin
- Emad, Nabil (* 1996), ägyptischer Fußballspieler
- Emadi, Kian (* 1992), britischer Bahnradsportler
- Émaille, Camille (* 1993), französische Perkussionistin
- Emajõe, Liis (* 1991), estnische Fußballspielerin
- Emajõe, Riin (* 1993), estnische Fußballspielerin
- Emami, Mohammad Mohsen, iranischer Kalligraf
- Emami, Mohammad Reza († 1660), iranischer Kalligraf
- Emami, Pedram (* 1970), deutscher Neurochirurg und StandespolitikerPedram Emami (* 1970)

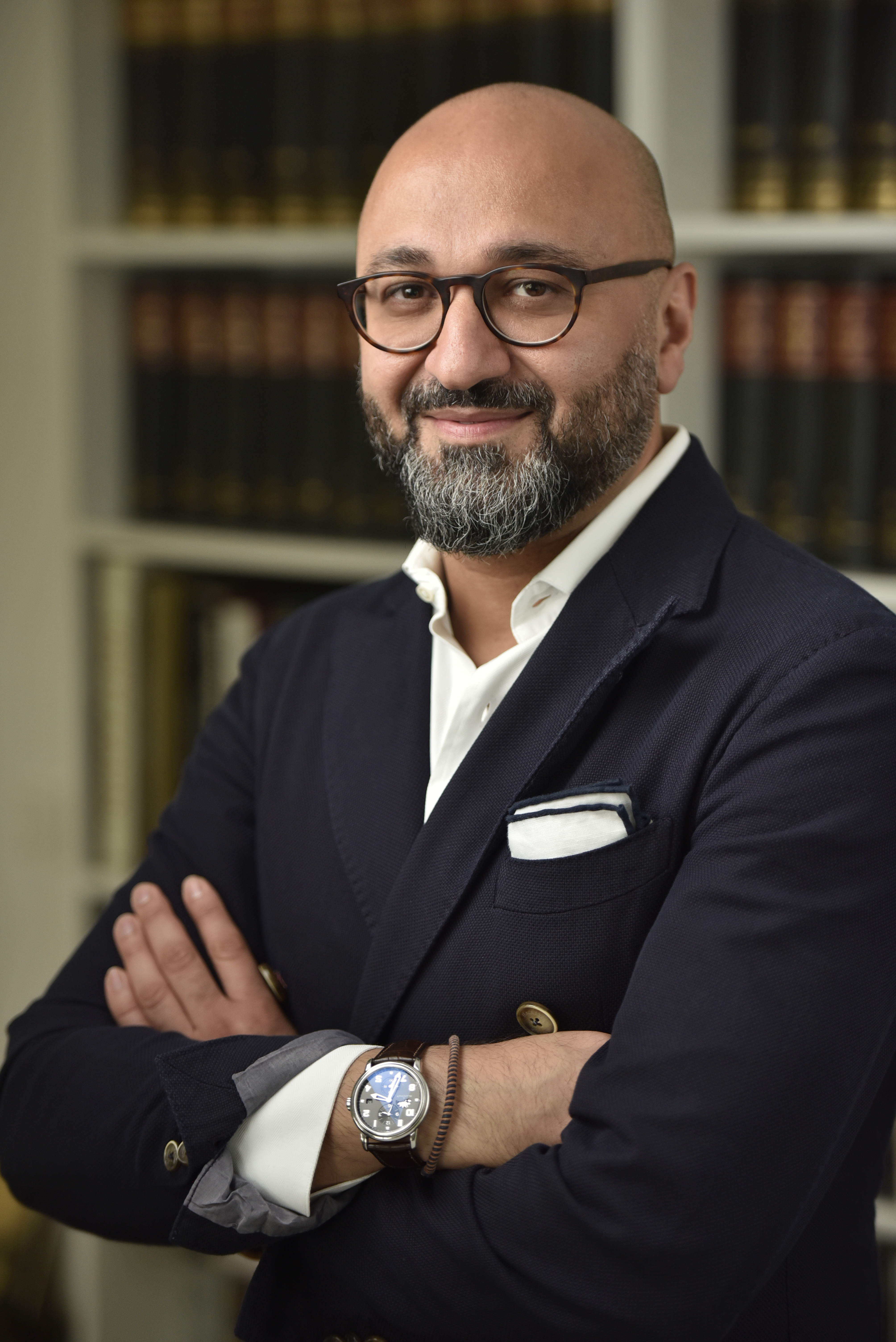
Pedram Emami (* 1970)

- Emami, Rouhollah (1941–1999), iranischer Filmeditor und Filmregisseur
- Emami, Said (1959–1999), stellvertretender Geheimdienstminister Irans
- Emana, Achille (* 1982), kamerunischer Fußballspieler
- Émane, Gévrise (* 1982), französische Judoka
- Emane, Jean-François Ntoutoume (* 1939), gabunischer Politiker, Premierminister von Gabun
- Emanga, Quirin (* 2000), deutscher Basketballspieler
- Emans, Franz (1950–2020), deutscher Fußballspieler
- Emanuel (1631–1670), Fürst von Anhalt-Plötzkau, Fürst von Anhalt-Köthen
- Emanuel (* 1957), portugiesischer Sänger
- Emanuel Lebrecht (1671–1704), Fürst von Anhalt-Köthen
- Emanuel Philibert (1528–1580), Herzog von Savoyen (1553–1580)Emanuel Philibert (1528–1580)

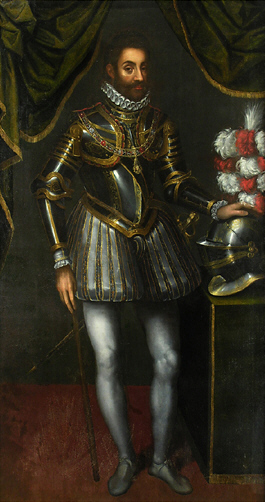
Emanuel Philibert (1528–1580)

- Emanuel Philibert von Savoyen-Aosta (1869–1931), italienischer General, 2. Herzog von Aosta
- Emanuel, David (1744–1808), US-amerikanischer Politiker
- Emanuel, David (* 1952), britischer Fashion-Designer
- Emanuel, Isidor Markus (1905–1991), deutscher Geistlicher, römisch-katholischer Bischof von Speyer
- Emanuel, James (1921–2013), US-amerikanischer Lyriker
- Emanuel, Kai (* 1968), deutscher Politiker (CDU), Landrat
- Emanuel, Karl Heinrich (1911–1995), deutscher Maler und Bildhauer
- Emanuel, Kerry (* 1955), US-amerikanischer Meteorologe
- Emanuel, Lee (* 1985), britischer Mittelstreckenläufer
- Emanuel, MacLean (* 1942), antiguanischer Sänger
- Emanuel, Max (* 1994), deutscher Handballspieler
- Emanuel, Nikolai Markowitsch (1915–1984), russischer Chemiker
- Emanuel, Pedro (* 1975), portugiesischer Fußballspieler angolanischer Herkunft
- Emanuel, Rahm (* 1959), US-amerikanischer PolitikerRahm Emanuel (* 1959)

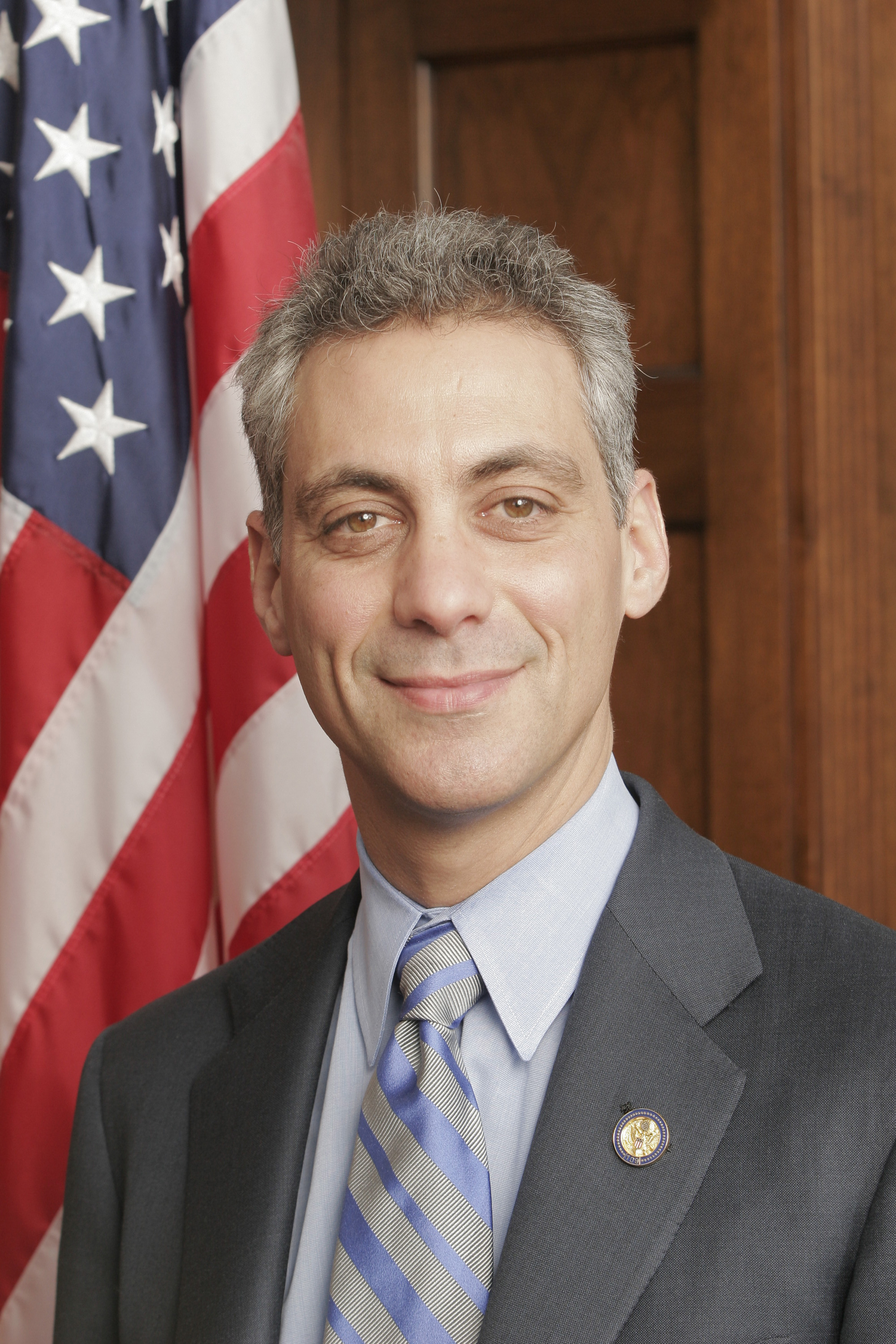
Rahm Emanuel (* 1959)

- Emanuele, Uli (1985–2016), italienischer Basejumper
- Emanueli, Giovanni (1817–1894), italienischer Bildhauer
- Emanueli, Luigi (1883–1959), italienischer Elektrotechniker und Erfinder
- Emanuelian, Boghos Bedros XI. (1829–1904), Patriarch von Kilikien der Armenisch-katholischen Kirche
- Emanuelli, Pio (1888–1946), italienischer Astronom
- Emanuels, Severinus Desiré (1910–1981), niederländischer Diplomat und surinamischer Politiker, Premierminister von Suriname
- Emanuelson, Urby (* 1986), niederländisch-surinamischer Fußballspieler
- Emanuelsson, Arvid (1913–1980), schwedischer Fußballspieler
- Emanuelsson, Bo (* 1943), schwedischer Autorennfahrer
- Emanuelsson, Ove (1941–2021), schwedischer Kanute
- Emanuely, Alexander (* 1973), österreichischer Autor
- Emanuilova, Antoaneta (* 1980), deutsche Cellistin und Musikpädagogin
- Emara, Mohamed (* 1974), ägyptischer Fußballspieler
- Emaviwe, Jordan (* 2001), singapurischer Fußballspieler
- Emayetoali, Mohamal (* 1968), bangladeschischer Judoka

### Emb
- Embach, Carsten (* 1968), deutscher Bobfahrer
- Embach, Michael (* 1956), deutscher Bibliothekar und Germanist
- Embacher, Frank (* 1964), deutscher Schwimmer und Schwimmertrainer
- Embacher, Gudrun (1931–2001), österreichische Schriftstellerin
- Embacher, Helga (* 1959), österreichische Historikerin
- Embacher, Hildegard (* 1967), österreichische Skilangläuferin
- Embacher, Horst (1917–2007), deutscher Politiker (SPD), erster Bürgermeister der neu gegründeten Stadt Norderstedt
- Embacher, Michael (* 1985), österreichischer Fußballspieler
- Embacher, Paula (1908–1996), österreichische Geodätin
- Embacher, Sonja (* 1980), österreichischer Sportschütze
- Embacher, Stephan (* 2006), österreichischer Skispringer
- Embacher, Wilhelm (1914–2008), österreichischer Geodät und Hochschulprofessor
- Embaló, António Serifo (* 1963), guinea-bissauischer Politiker und Diplomat
- Embalo, Talata (* 1963), guinea-bissauischer Ringer
- Embaló, Umaro (* 2001), portugiesisch-guinea-bissauischer Fußballspieler
- Embaló, Umaro Sissoco (* 1972), guinea-bissauischer Politiker, Premierminister und Staatspräsident von Guinea-BissauUmaro Sissoco Embaló (* 1972)

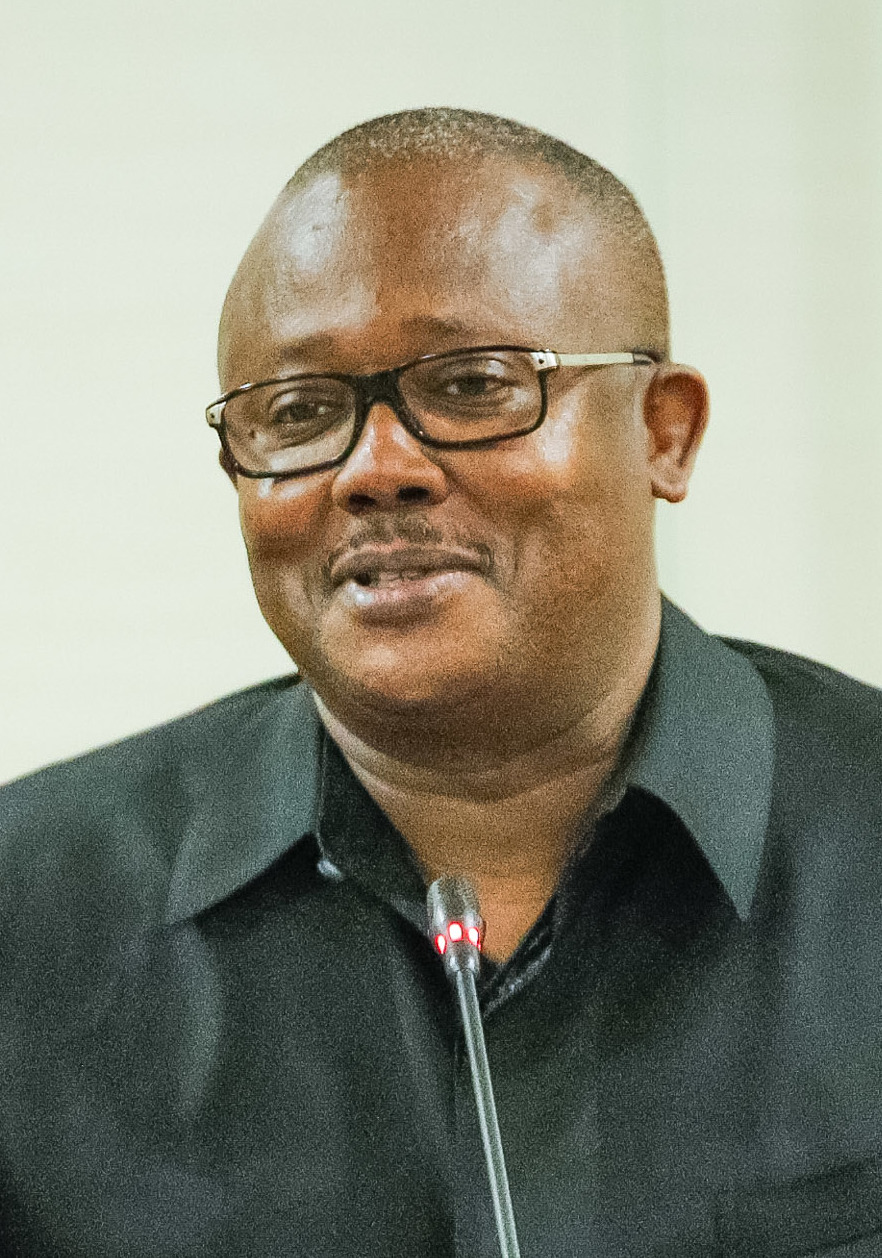
Umaro Sissoco Embaló (* 1972)

- Embaye, Axumawit (* 1994), äthiopische Mittelstreckenläuferin
- Embde, August von der (1780–1862), deutscher Maler
- Embde, Emilie von der (1816–1904), deutsche Bildnis-, Genre-, Landschafts- und Blumenmalerin
- Embden, Charlotte (1800–1899), deutsche Salonnière und Schwester von Heinrich Heine
- Embden, George Heinrich (1839–1907), Hamburger Rechtsanwalt und Politiker
- Embden, Gustav (1874–1933), deutscher Biochemiker
- Embden, Heinrich (1871–1941), deutscher Neurologe
- Embden, Moritz (1790–1866), deutscher Bankier und Kaufmann
- Embel, Franz Xaver (1770–1856), österreichischer Beamter, Topograph, Reiseschriftsteller und Maler
- Ember, Johann, deutscher Kleriker, Büchersammler und Bibliotheksgründer
- Ember, József (1903–1974), ungarischer Fußballspieler und Fußballtrainer
- Emberger, Bertl (1941–2015), österreichischer Politiker (ÖVP), Dritter Präsident des Salzburger Landtages
- Emberger, Ferdinand (* 1922), deutscher Fußballspieler
- Emberger, Louis (1897–1969), französischer Botaniker
- Emberger, Peter († 1611), Schweizer Geistlicher
- Emberland, Terje (* 1956), norwegischer Neuzeithistoriker und Autor
- Emberley, Ed (* 1931), US-amerikanischer Maler, Autor und Illustrator
- Embers, Daniel (* 1981), deutscher Fußballspieler
- Embers, Friedrich Heinrich d’ (1741–1803), preußischer Generalmajor, Kommandeur des III. Bataillons im Infanterieregiment Nr. 39
- Emberšič, Jan (* 2003), slowenischer Hammerwerfer
- Embick, Stanley D. (1877–1957), US-amerikanischer Offizier, Generalleutnant der US-Army
- Embiid, Joel (* 1994), kamerunisch-französischer BasketballspielerJoel Embiid (* 1994)

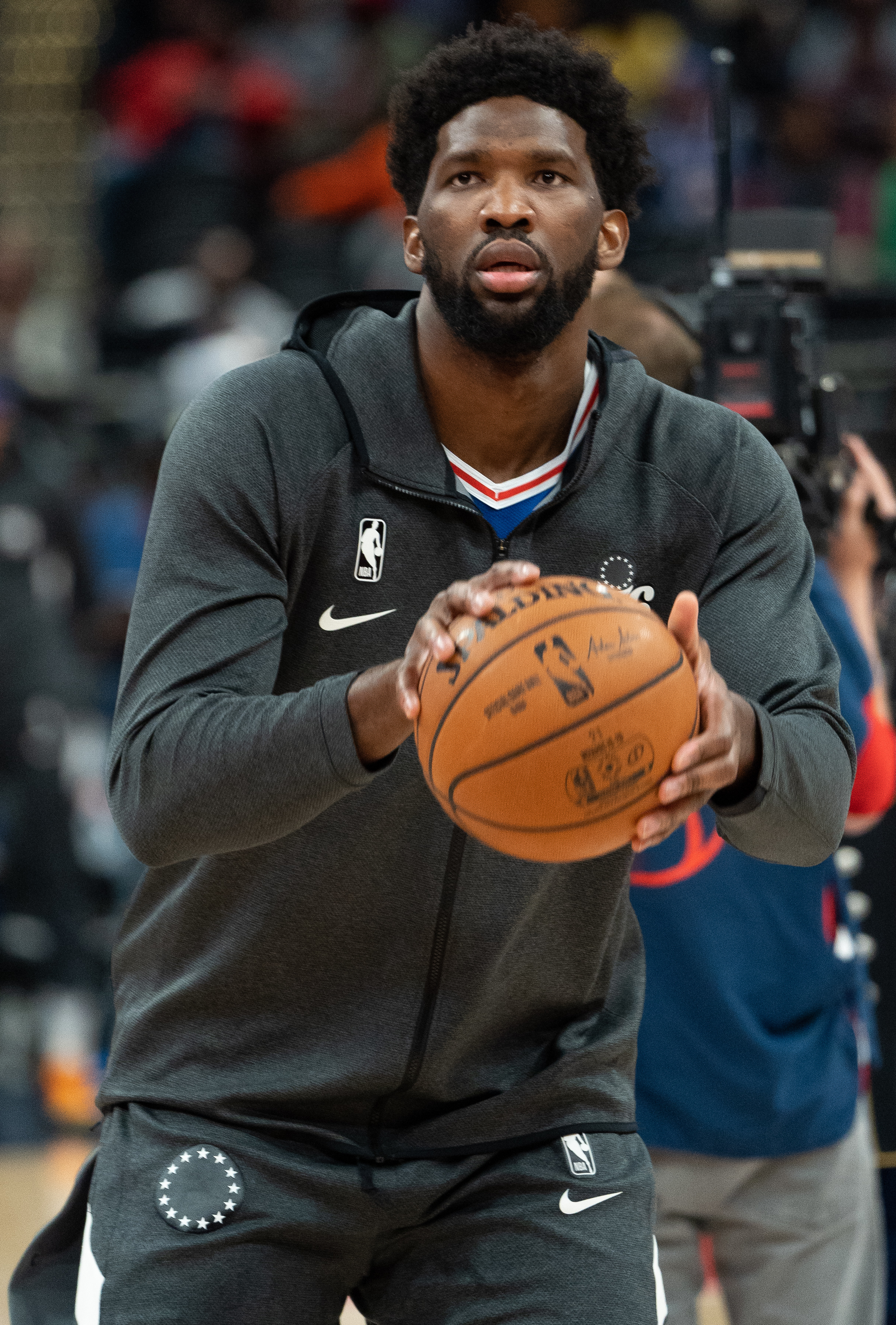
Joel Embiid (* 1994)

- Embil, Pepita (1918–1994), spanische Zarzuelasängerin und die Mutter des Operntenors Plácido Domingo
- Embingou, Rock (* 1968), kongolesischer Fußballspieler (Republik Kongo)
- Embiricos, George (1920–2011), griechischer Reeder
- Embiricos, Nicholas (1910–1941), griechischer Unternehmer und Autorennfahrer
- Embirikos, Andreas (1901–1975), griechischer Dichter des Surrealismus
- Emblemsvåg, Marianne Synnes (* 1970), norwegische Molekularbiologin und Politikerin
- Emblen, Neil (* 1971), englischer Fußballspieler und -trainer
- Embleton, Phil (1948–1974), britischer Geher
- Embley, Martin, britischer Biologe
- Emblow, Jack (* 1930), britischer Akkordeonist
- Embolo, Breel (* 1997), schweizerisch-kamerunischer FussballspielerBreel Embolo (* 1997)

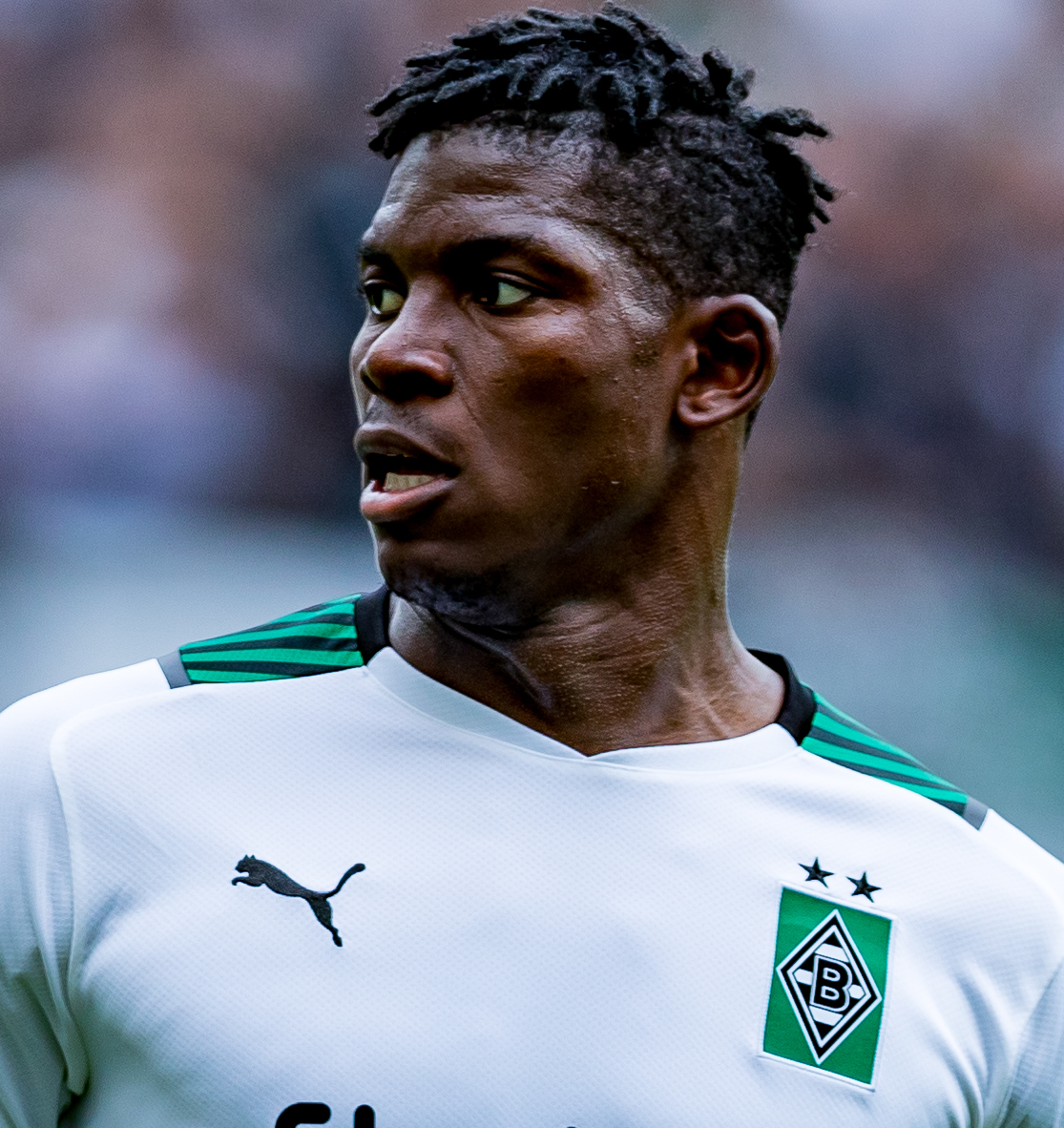
Breel Embolo (* 1997)

- Embony, Élodie (* 1987), madagassische Sprinterin
- Emborg, Jens Laursøn (1876–1957), dänischer Komponist
- Emborg, Jørgen (* 1953), dänischer Jazz-Pianist und -Komponist
- Emborg, Willy (* 1921), dänischer Radrennfahrer
- Embree, Ainslie (1921–2017), US-amerikanischer Indologe und Historiker
- Embree, Elisha (1801–1863), US-amerikanischer Politiker
- Embree, Frank (1880–1899), US-amerikanisches Opfer von Lynchjustiz
- Embree, John (1908–1950), US-amerikanischer Anthropologe
- Embree, Lauren (* 1991), US-amerikanische Tennisspielerin
- Embrich († 1051), Abt des Klosters Einsiedeln
- Embrich, Irina (* 1980), estnische Degenfechterin
- Embrich, Riho (* 1993), estnischer Eishockeyspieler
- Embricho († 891), Bischof von Regensburg
- Embricho von Würzburg († 1146), Bischof von Würzburg
- Embry, Basil (1902–1977), britischer Luftwaffenoffizier
- Embry, Ethan (* 1978), US-amerikanischer SchauspielerEthan Embry (* 1978)

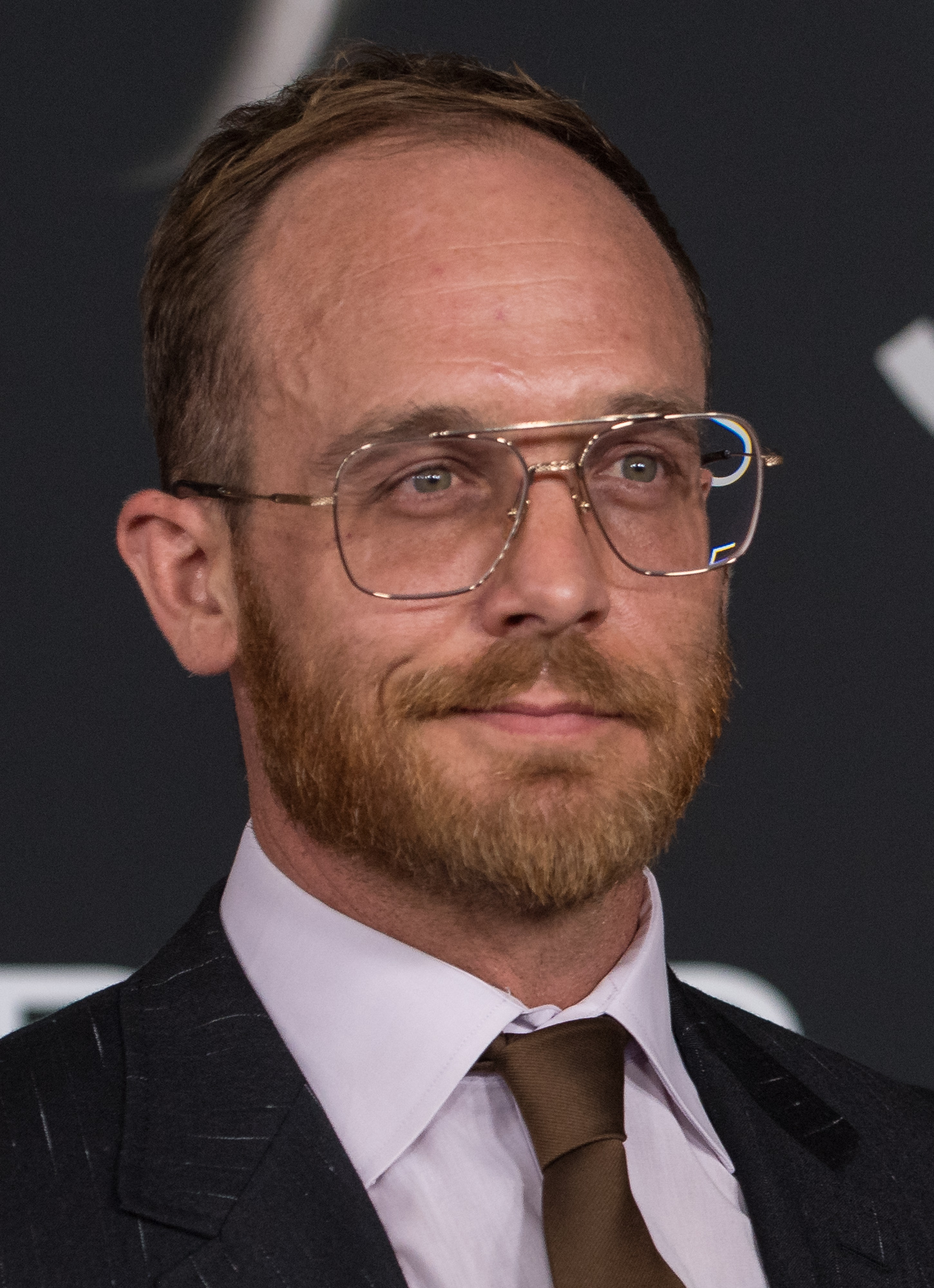
Ethan Embry (* 1978)

- Embry, Ja’len (* 1996), US-amerikanischer American-Football-Spieler
- Embury, Shane (* 1967), englischer Bassist

### Emc
- Emch, Albrecht (1836–1904), Schweizer Schriftsteller und Politiker
- Emch, Arnold (1871–1959), schweizerisch-amerikanischer Mathematiker
- Emch, Franz (1924–2000), Schweizer Agrarwissenschaftler
- Emch, Gérard (1936–2013), Schweizer Physiker
- Emch, Nik (* 1967), Schweizer Musiker, Grafiker und Künstler
- Emch, Reto (* 1961), Schweizer bildender Künstler
- Emcke, Carolin (* 1967), deutsche PublizistinCarolin Emcke (* 1967)

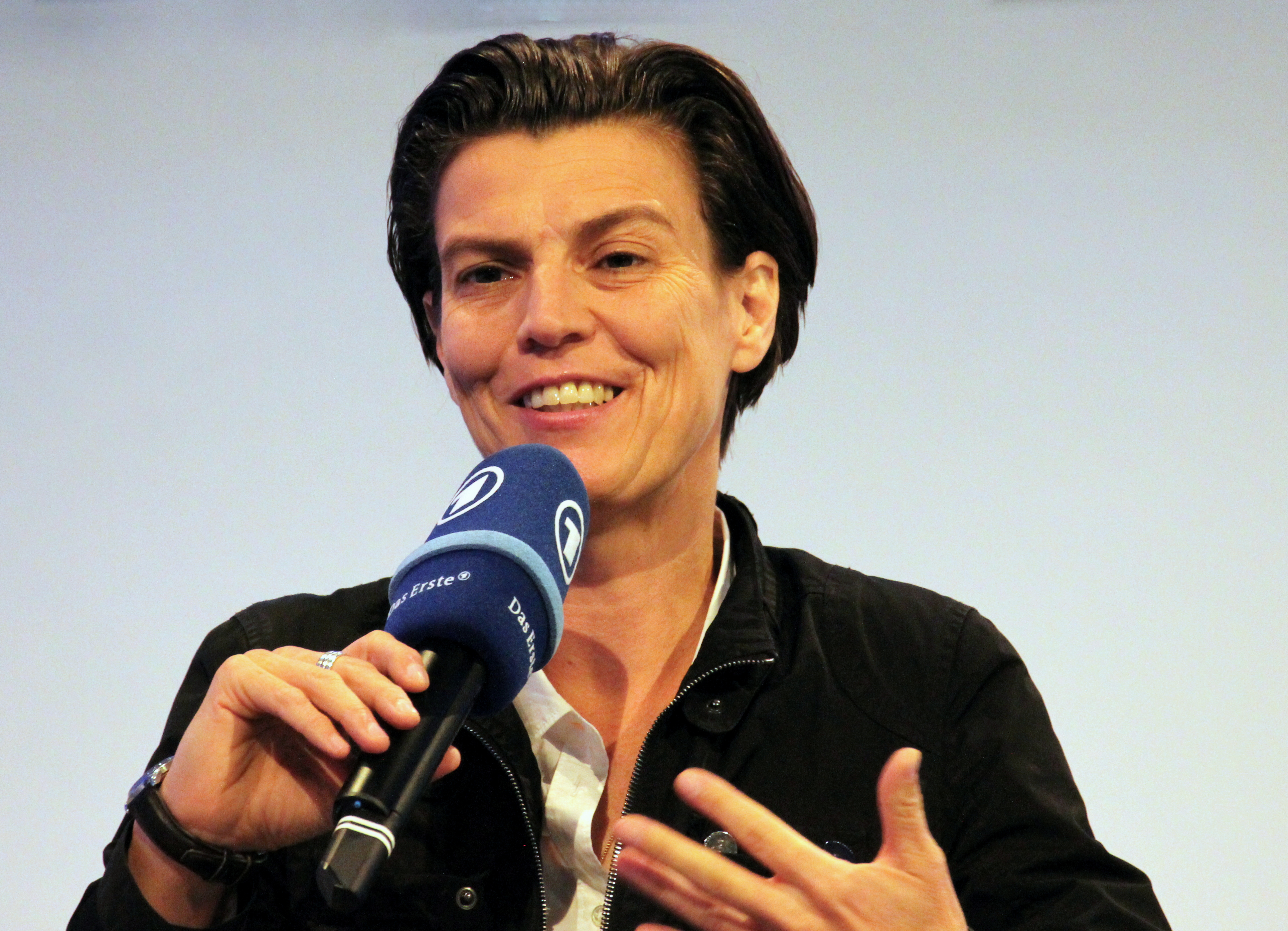
Carolin Emcke (* 1967)

- Emcke, Manfred (* 1933), deutscher Industriemanager
- Emcke, Max (1892–1982), deutscher Politiker (CDU), MdL

### Emd
- Emde Boas, Peter van, niederländischer Informatiker
- Emde, Christian (1984–2018), deutscher Islamist
- Emde, Christoph, deutscher Kaufmann und Politiker
- Emde, Eduard (1841–1929), Landtagsabgeordneter Waldeck
- Emde, Fritz (1873–1951), deutscher Elektrotechniker
- Emde, Hannah (* 1992), deutsche Tierärztin, Artenschützerin, Autorin und Moderatorin
- Emde, Hans Georg (1919–2013), deutscher Politiker (FDP), MdB
- Emde, Heinrich (1913–1979), deutscher SS-Oberscharführer und Blockführer im KZ Buchenwald
- Emde, Hermann (1880–1935), deutscher Chemiker
- Emde, Joachim, deutscher Offizier
- Emde, Johannes (1774–1859), deutscher Uhrmacher und evangelischer Laienmissionar in Ostjava
- Emde, Johannes Friedrich (1806–1882), Landtagsabgeordneter Waldeck
- Emde, Mala (* 1996), deutsche SchauspielerinMala Emde (* 1996)

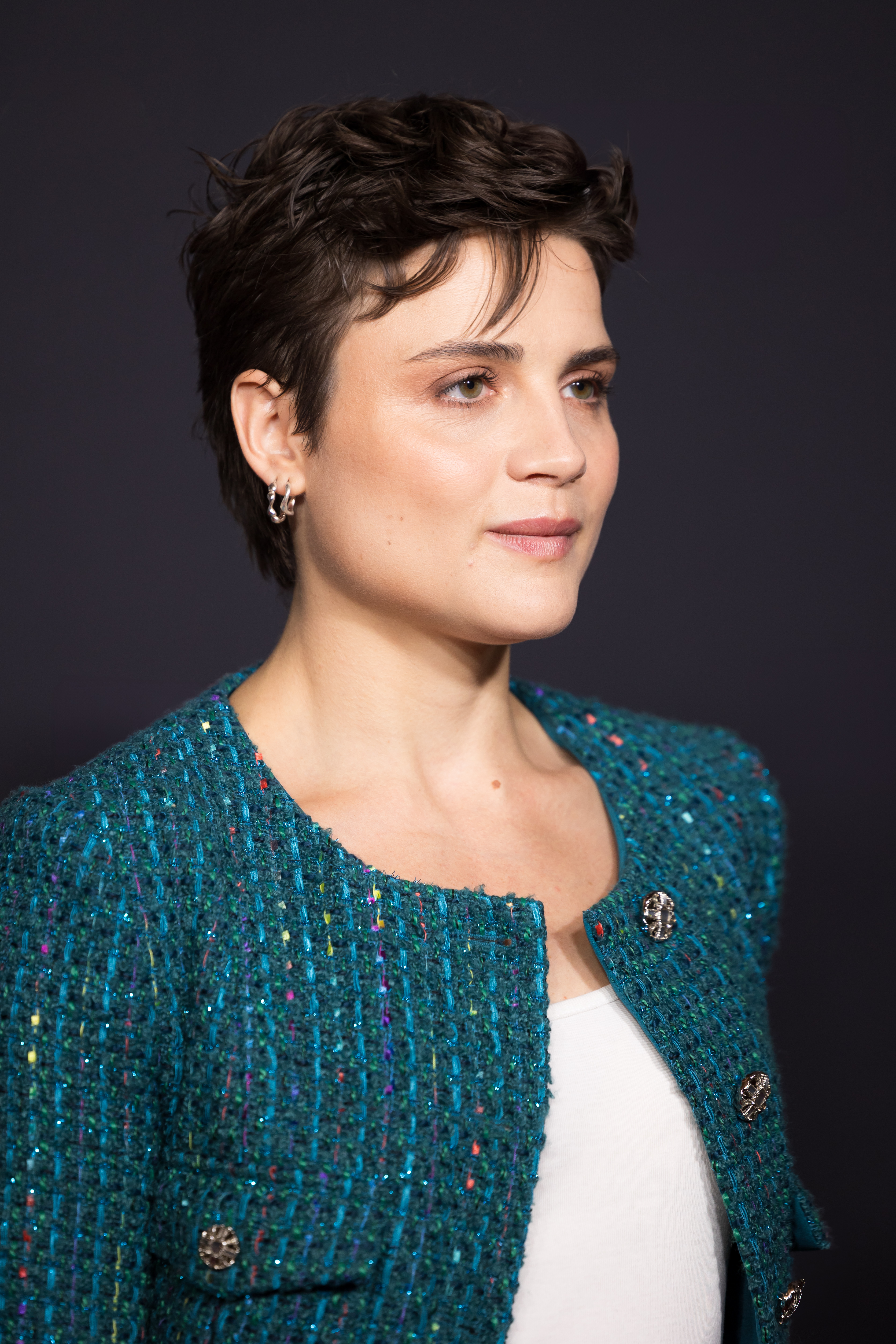
Mala Emde (* 1996)

- Emde, Thomas (* 1959), deutscher Künstler, Lichtdesigner, Erfinder und Unternehmer
- Emde, Volker (* 1964), deutscher Politiker (CDU), MdL
- Emde, Wilhelm von der (1922–2020), deutsch-österreichischer Wasserbauingenieur
- Emden, Anicka van (* 1986), niederländische Judoka
- Emden, Christian von der (1796–1869), deutscher Baumeister
- Emden, Christopher (* 1977), deutscher Politiker (parteilos, AfD), MdL
- Emden, Fritz van (1898–1958), deutsch-britischer Entomologe
- Emden, Hermann (1815–1879), deutscher Lithograph und Fotograf
- Emden, Jacob (1697–1776), jüdischer Gelehrter
- Emden, Jan van (1868–1950), niederländischer Psychoanalytiker
- Emden, Jos van (* 1985), niederländischer Radrennfahrer
- Emden, Louis (1813–1880), deutscher Politiker, MdR
- Emden, Martin (1801–1858), deutscher Jurist, Frankfurter Politiker
- Emden, Mathilde (1843–1910), deutsche Kauffrau
- Emden, Max (1874–1940), deutscher Chemiker, Kaufhausunternehmer und KunstsammlerMax Emden (1874–1940)

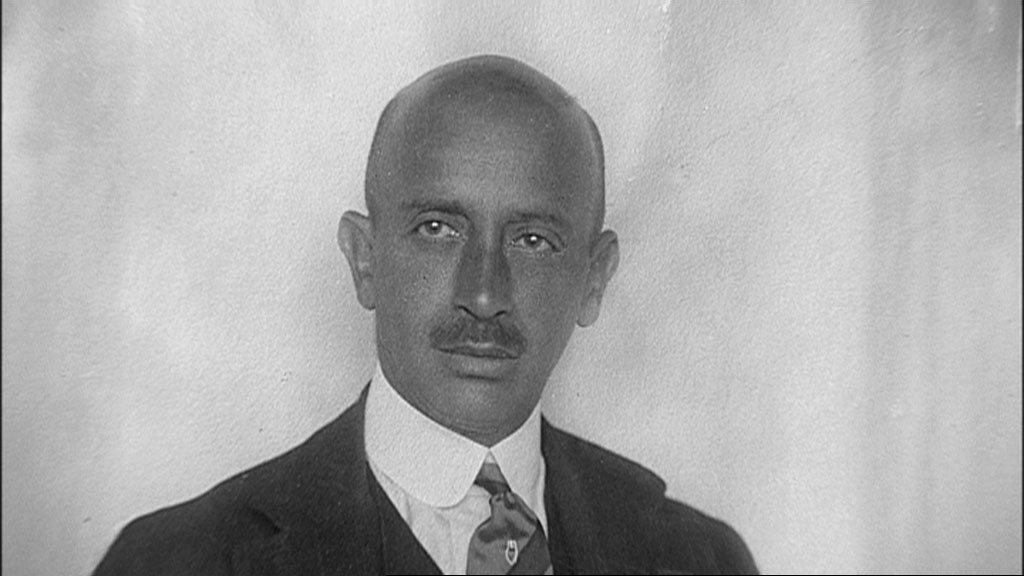
Max Emden (1874–1940)

- Emden, Robert (1862–1940), Schweizer Physiker und Astrophysiker
- Emdin, Dora (1912–1945), englische Tischtennisspielerin
- Emdorf, Lukas (* 2005), dänischer Handballspieler

### Eme
- Emecheta, Buchi (1944–2017), nigerianische Schriftstellerin
- Emecho I. von Clotten († 1263), Benediktinermönch und Abt der Abtei Brauweiler
- Emecho II. von Cochem (1336–1401), deutscher Benediktinermönch und Abt in Brauweiler
- Emedolu, Uchenna (* 1976), nigerianischer Leichtathlet
- Emegha, Emanuel (* 2003), niederländischer Fußballspieler
- Emeghara, Ifeanyi (* 1984), nigerianischer Fußballspieler
- Emeghara, Innocent (* 1989), nigerianisch-schweizerischer Fußballspieler
- Emehard († 1105), Bischof von Würzburg
- Emein, Cletus Komena (* 1948), Gouverneur des Bundesstaates Niger in Nigeria
- Emeis, Carl (1831–1911), deutscher Provinzialforstdirektor
- Emeis, Dieter (1933–2024), deutscher Theologe
- Emeis, Hans-Uwe (1931–1996), deutscher Politiker (SPD), MdB
- Emeis, Walther (1891–1973), deutscher Biologe und Naturschützer
- Emeka, Francis (* 1990), nigerianischer Fußballspieler
- Emektar, Murat (* 1998), türkischer Langstreckenläufer
- Emel (* 1974), Schweizer Soulsängerin
- Emel, Muhammed (* 1995), türkischer Fußballspieler
- Emele, Jakob (1707–1780), süddeutscher Barockbaumeister
- Emele, Sebastian (1825–1893), deutscher Verwaltungsbeamter
- Emelé, Wilhelm (1830–1905), deutscher Schlachten- und Historienmaler
- Emelee, Christophe (* 1958), vanuatuischer Politiker
- Emeléus, Harry Julius (1903–1993), britischer Chemiker (Anorganische Chemie)
- Emeliantseva, Irina (* 1973), russische Komponistin und Pianistin
- Emelie, Nanne (* 1979), dänische Singer-Songwriterin
- Emelrich, Prämonstratenserabt und Bischof von Sidon im Heiligen Land
- Emelrikus von Monreal, Ritter, Erbvogt und Grund- und Lehnsherr von Fankel
- Ememe, Evo Christ (* 2001), nigerianischer Fußballspieler
- Ememem, französischer Straßenkünstler
- Ememi, Rahim (* 1982), iranischer Straßenradrennfahrer
- Emen, Cem (* 2004), deutscher Basketballspieler
- Emendörfer, Dieter (1927–2001), deutscher Physiker
- Emendörfer, Jan (* 1963), deutscher Journalist
- Emendörfer, Max (1911–1974), deutscher Journalist, Widerstandskämpfer der NS-Zeit
- Emenike, Emmanuel (* 1987), nigerianischer Fußballspieler
- Emenon († 866), Graf von Poitou und Graf von Angoulême
- Emer, Joel (* 1954), US-amerikanischer Informatiker
- Emer, Michel (1906–1984), französischer Komponist und Pianist
- Emerald, Caro (* 1981), niederländische Pop- und JazzsängerinCaro Emerald (* 1981)

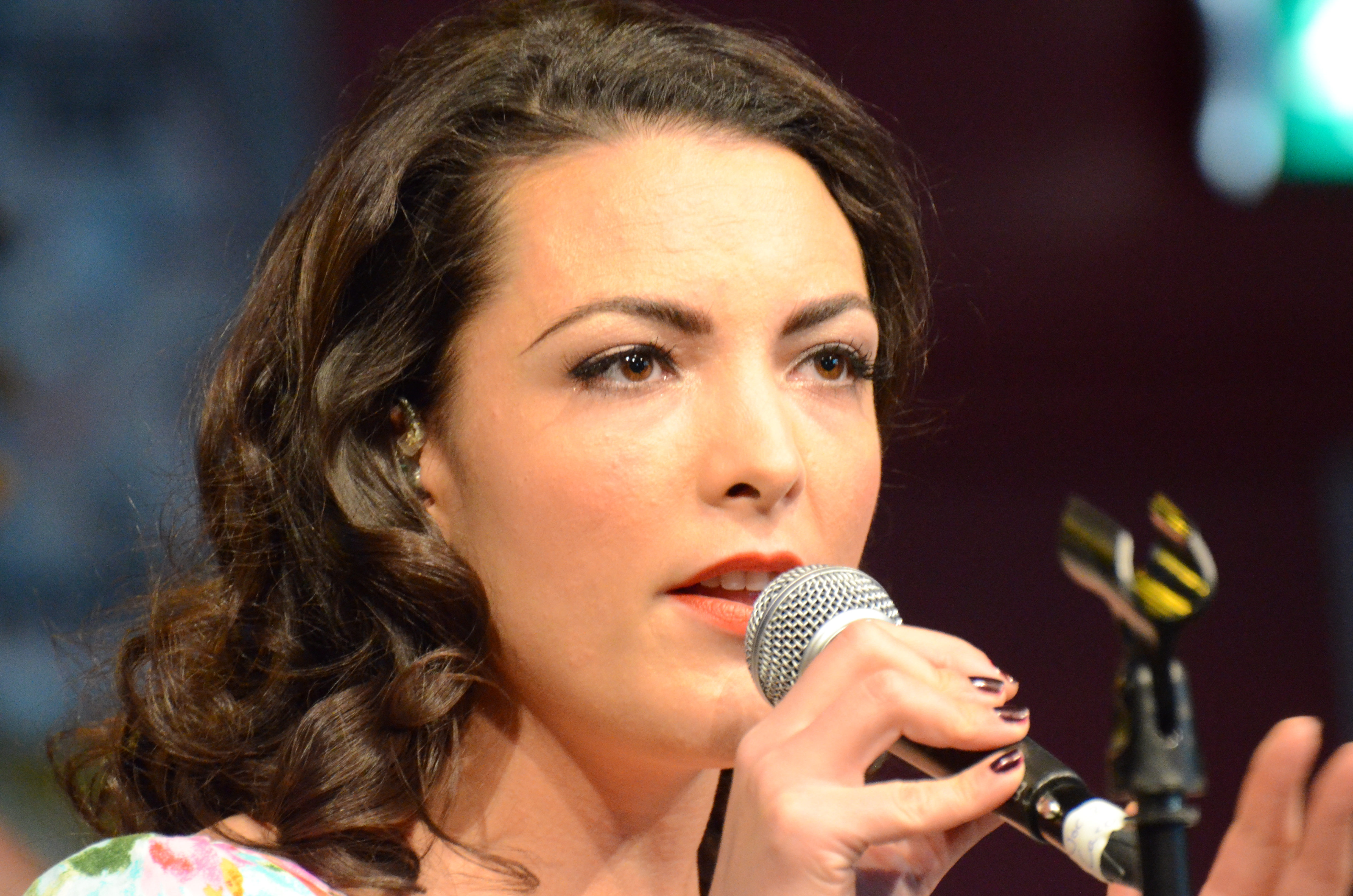
Caro Emerald (* 1981)

- Emerald, Jewhenija, ukrainische Juwelierin, Influencerin und Mitglied der Streitkräfte der ukrainischen Territorialverteidigung
- Emeran, Fritz (* 1976), ruandisch-französischer Fußballspieler
- Emerentiana, christliche Märtyrerin
- Emeri, Valentina (* 1963), italienische Schauspielerin (Südtirol) und Performancekünstlerin
- Émeriau de Beauverger, Maxime-Julien (1762–1845), französischer Admiral
- Emerich, Erwin (1876–1960), deutscher Landschafts- und Portraitmaler
- Emerich, Franz (1496–1560), österreichischer Chirurg und Universitätsprofessor
- Emerich, Friedrich Joseph (1773–1802), deutscher Dichter und Publizist
- Emerich, Joseph (1801–1861), deutscher Schultheiß und Politiker
- Emerich, Martin (1846–1922), US-amerikanischer Politiker
- Emerich, Paul (1895–1977), austroamerikanischer Musiker
- Emerick, Geoff (1945–2018), britischer Tontechniker und MusikproduzentGeoff Emerick (1945–2018)
- Emerita, Heilige

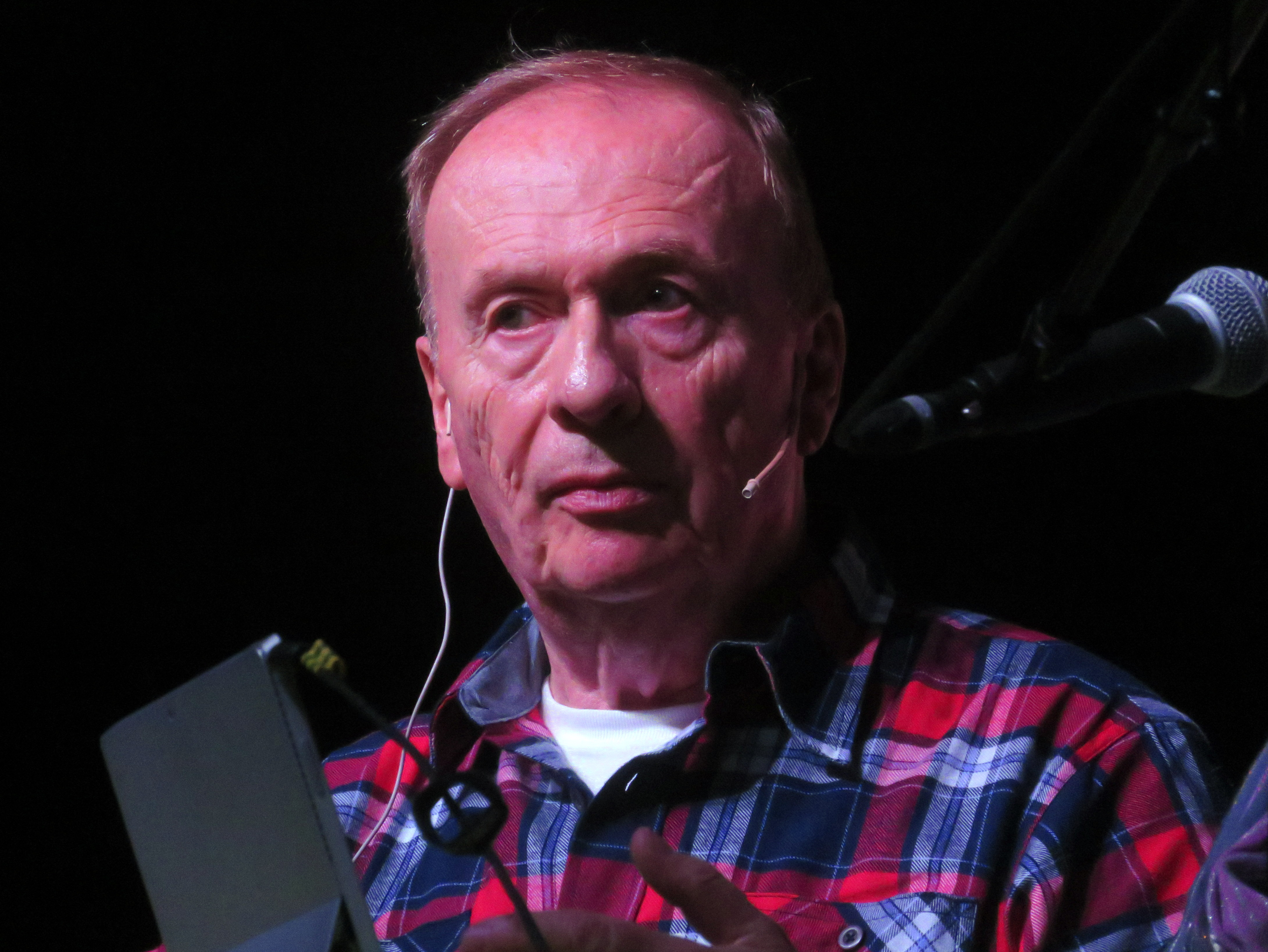
Geoff Emerick (1945–2018)

- Emerling, Otmar (1924–2015), österreichischer Politiker (SPÖ), Bezirksvorsteher und Landtagsabgeordneter
- Emërllahu, Erjona (* 2001), kosovarisch-albanische Fußballspielerin
- Emersleben, Otto (1898–1975), deutscher Mathematiker, Physiker und Hochschullehrer
- Emersleben, Otto (* 1940), deutscher Schriftsteller
- Émerson (* 1973), brasilianisch-deutscher Fußballspieler
- Émerson (* 1975), brasilianischer Fußballspieler
- Emerson (* 1976), brasilianischer FußballspielerEmerson (* 1976)

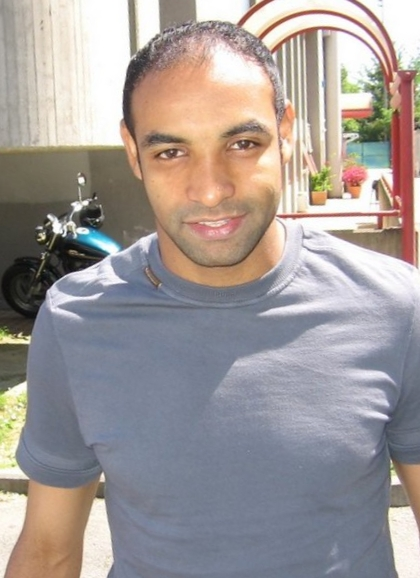
Emerson (* 1976)

- Emerson (* 1994), brasilianisch-italienischer Fußballspieler
- Émerson Leão (* 1949), brasilianischer Fußballtorhüter und -trainer
- Emerson Royal (* 1999), brasilianischer Fußballspieler
- Emerson, Allen (1954–2024), US-amerikanischer Informatiker und Turing-Preisträger
- Emerson, Arthur (1893–1975), US-amerikanischer Marineoffizier
- Emerson, Benjamin Kendall (1843–1932), US-amerikanischer Geologe
- Emerson, Bill (1938–1996), US-amerikanischer Politiker
- Emerson, Billy (1925–2023), US-amerikanischer Blues-Musiker
- Emerson, David (* 1945), kanadischer Politiker der Konservativen Partei Kanadas
- Emerson, Douglas (* 1974), US-amerikanischer Kinderschauspieler
- Emerson, Edward Waldo (1844–1930), US-amerikanischer Arzt, Autor und Dozent
- Emerson, Eric (1943–1975), US-amerikanischer Tänzer und Schauspieler
- Emerson, Faye (1917–1983), US-amerikanische Schauspielerin
- Emerson, Frank C. (1882–1931), US-amerikanischer Politiker (Republikanische Partei)
- Emerson, George Barrell (1797–1881), US-amerikanischer Botaniker
- Emerson, Gloria (1929–2004), US-amerikanische Journalistin
- Emerson, Harrington (1853–1931), US-amerikanischer Manager und Management-Theoretiker
- Emerson, Henry E. (1925–2015), US-amerikanischer Offizier, Generalleutnant der US Army
- Emerson, Henry I. (1871–1953), US-amerikanischer Politiker (Republikanische Partei)
- Emerson, Hope (1897–1960), US-amerikanische Schauspielerin
- Emerson, J. Norman (1917–1978), kanadischer Archäologe
- Emerson, Jacqueline (* 1994), US-amerikanische Schauspielerin und Synchronsprecherin
- Emerson, Jo Ann (* 1950), US-amerikanische Politikerin
- Emerson, John (1874–1956), US-amerikanischer Drehbuchautor, Filmregisseur und Filmproduzent
- Emerson, John B. (* 1954), amerikanischer Diplomat und Investmentbanker
- Emerson, Kary Cadmus (1918–1993), US-amerikanischer Entomologe, Parasitologe und Hochschullehrer
- Emerson, Keith (1944–2016), britischer Keyboarder und PianistKeith Emerson (1944–2016)

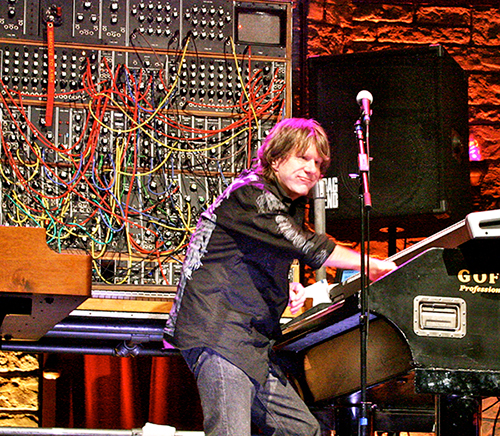
Keith Emerson (1944–2016)

- Emerson, Lee E. (1898–1976), US-amerikanischer Politiker
- Emerson, Louis W. (1857–1924), US-amerikanischer Politiker
- Emerson, Luther Orlando (1820–1915), US-amerikanischer Komponist
- Emerson, Michael (* 1954), US-amerikanischer SchauspielerMichael Emerson (* 1954)

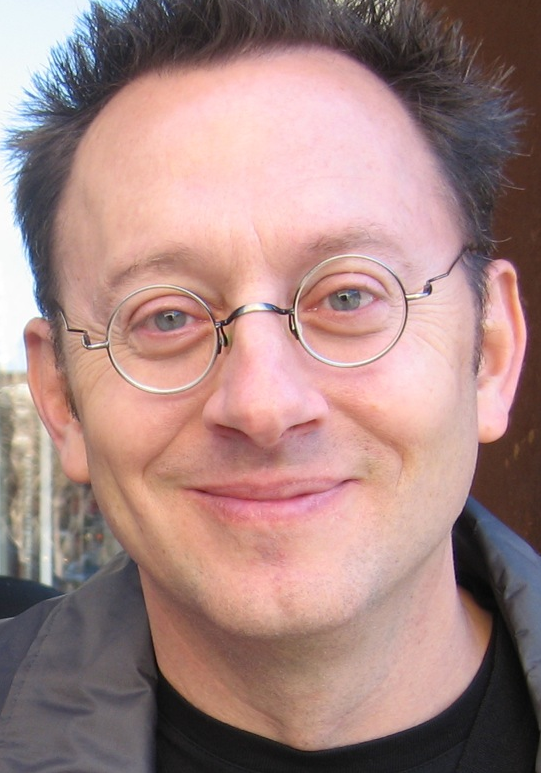
Michael Emerson (* 1954)

- Emerson, Nelson (* 1967), kanadischer Eishockeyspieler, -trainer und -funktionär
- Emerson, Niamh (* 1999), britische Siebenkämpferin
- Emerson, Nick, irischer Filmeditor
- Emerson, Ox (1907–1998), US-amerikanischer Footballspieler und -trainer
- Emerson, Peter Henry (1856–1936), englischer Fotograf und Arzt
- Emerson, Ralph Waldo (1803–1882), US-amerikanischer Philosoph und Schriftsteller
- Emerson, Robert (1903–1959), US-amerikanischer Chemiker und Biophysiker
- Emerson, Robert Jackson (1878–1944), britischer Bildhauer, Maler und Medailleur
- Emerson, Rollins A. (1873–1947), US-amerikanischer Genetiker
- Emerson, Roy (* 1936), australischer Tennisspieler
- Emerson, Steve, US-amerikanischer Spezialeffektkünstler
- Emerson, Steven (* 1954), US-amerikanischer Journalist
- Emerson, Taylor (* 1989), US-amerikanischer Schauspieler
- Emerson, Todd (* 1984), neuseeländischer Schauspieler und Intimitätskoordinator
- Emerson-Johnson, Jared (* 1981), US-amerikanischer Videospielmusikkomponist, Sound Designer, Synchronsprecher und -regisseur
- Emert, Oliver (1902–1975), US-amerikanischer Artdirector und Szenenbildner
- Emerton, Audrey, Baroness Emerton (* 1935), britische Politikerin
- Emerton, Brett (* 1979), australischer Fußballspieler
- Emerton, Matthew (* 1971), australischer Mathematiker
- Emerus, Bischof von Trier
- Emery, Alexandre (1850–1931), Schweizer Unternehmer und Politiker
- Emery, Audrey (1904–1971), US-amerikanische Millionenerbin und Frau eines russischen GroßfürstenAudrey Emery (1904–1971)

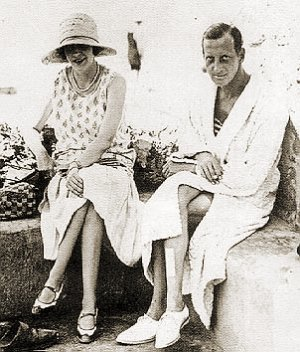
Audrey Emery (1904–1971)

- Emery, Brent (* 1957), US-amerikanischer Radrennfahrer
- Emery, Carlo (1848–1925), italienischer Entomologe
- Emery, David F. (* 1948), US-amerikanischer Politiker
- Emery, Dylan (* 2001), walisischer Snookerspieler
- Emery, Gareth (* 1980), britischer Trance-DJ und Musikproduzent
- Emery, George W. (1830–1909), US-amerikanischer Politiker
- Emery, Gideon (* 1972), englischer Schauspieler und Synchronsprecher
- Emery, Gilbert (1875–1945), US-amerikanischer Schauspieler, Autor und Lyriker
- Emery, Gilles (* 1962), römisch-katholischer Theologe und Hochschullehrer
- Emery, Jack (1913–2013), britischer Mittel- und Langstreckenläufer
- Émery, Jacques-André (1732–1811), französischer Geistlicher, Generalsuperior der Sulpizianer
- Emery, James (* 1951), US-amerikanischer Jazzgitarrist
- Emery, John (1905–1964), US-amerikanischer Schauspieler
- Emery, John (1932–2022), kanadischer Bobfahrer
- Emery, Julie Ann (* 1975), US-amerikanische SchauspielerinJulie Ann Emery (* 1975)

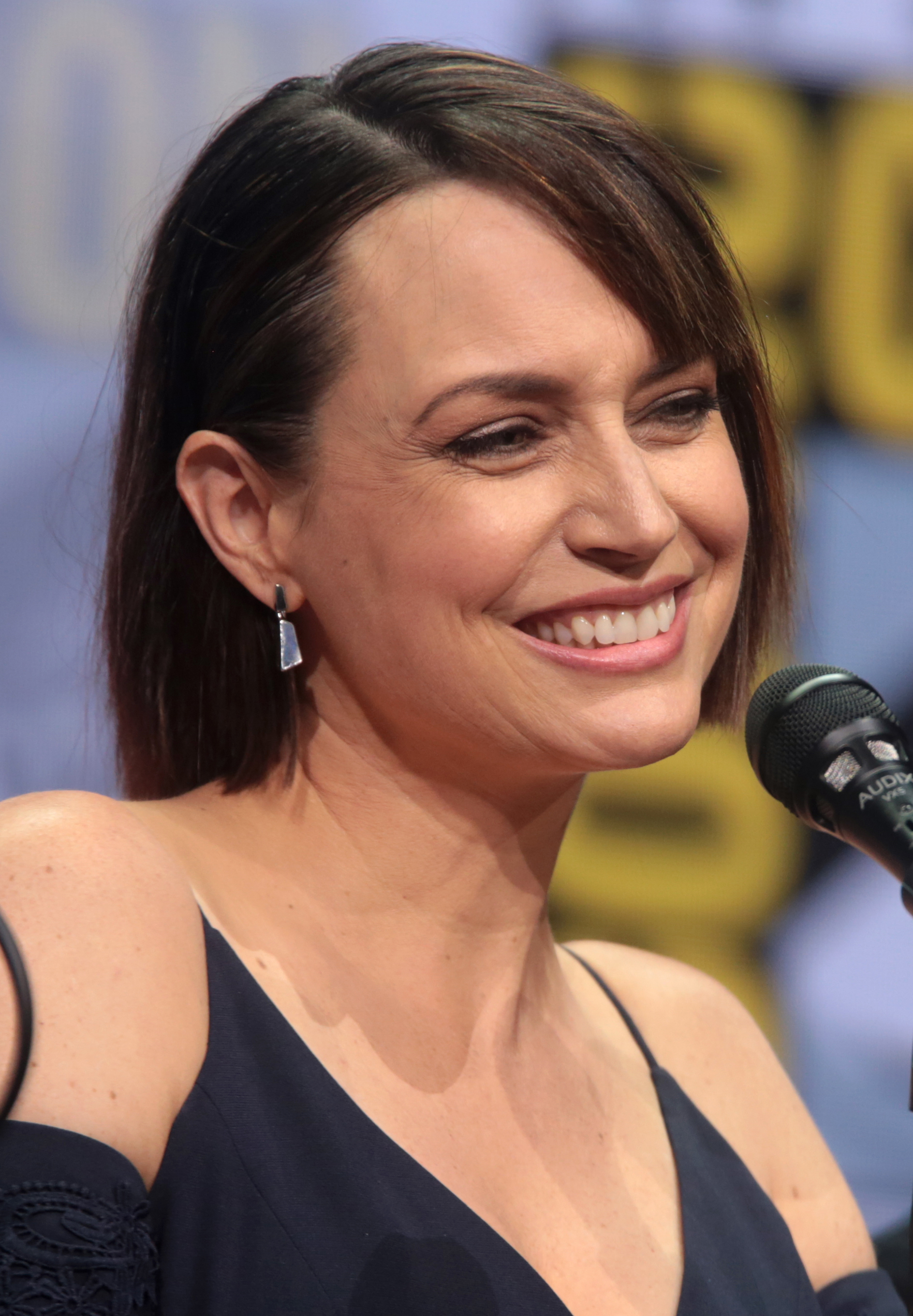
Julie Ann Emery (* 1975)

- Emery, Kenneth O. (1914–1998), US-amerikanischer Meeresgeologe
- Emery, Lisa (* 1952), US-amerikanische Theater-, Film- und Fernsehschauspielerin
- Emery, Lucilius A. (1840–1920), US-amerikanischer Richter und Politiker
- Emery, Matthew Gault (1818–1901), US-amerikanischer Politiker
- Emery, Paul (1916–1993), britischer Rennfahrer
- Emery, Ray (1982–2018), kanadischer Eishockeytorwart
- Emery, Stephen (1790–1863), US-amerikanischer Anwalt und Politiker
- Emery, Stephen Albert (1841–1891), US-amerikanischer Komponist und Musikpädagoge
- Emery, Unai (* 1971), spanischer Fußballspieler und -trainerUnai Emery (* 1971)

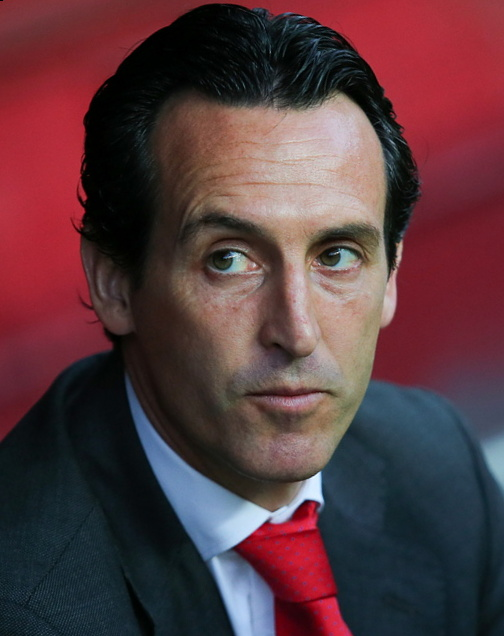
Unai Emery (* 1971)

- Emery, Victor (* 1933), kanadischer Bobfahrer
- Emery, Victor (1934–2002), britischer theoretischer Festkörperphysiker
- Emery, Walter (1909–1974), britischer Organist und Musikwissenschaftler
- Emery, Walter Bryan (1903–1971), britischer Ägyptologe
- Emery-Torracinta, Anne (* 1958), Schweizer Politikerin (SP)
- Emes, Ian (1949–2023), britischer Animator und Regisseur
- Emes, Julius, deutscher Bildhauer
- Emetullah († 1715), Lieblingsgemahlin Mehmed IV. und die Mutter der zwei osmanischen Sultane Mustafa II. und Ahmet III.
- Éméyé, Églantine (* 1973), französische Fernsehmoderatorin
- Emezi, Akwaeke (* 1987), nigerianische/r Autor/in

### Emg
- Emge, Adolf (1874–1951), deutscher Pädagoge, Musiker, Komponist und Dirigent
- Emge, Carl August (1886–1970), deutscher Rechtsphilosoph
- Emge, David (1946–2024), US-amerikanischer Schauspieler
- Emge, Richard Martinus (1921–2013), deutscher Soziologe

### Emh
- Emhardt, Anton (1911–1969), österreichischer Eishockeyspieler
- Emhardt, Erna (1916–2009), deutsche Malerin
- Emhardt, Robert (1914–1994), US-amerikanischer Film- und Theaterschauspieler
- Emhart, Maria (1901–1981), österreichische Widerstandskämpferin und Politikerin (SPÖ), Landtagsabgeordnete, Abgeordnete zum Nationalrat
- Emhoff, Douglas (* 1964), US-amerikanischer Anwalt, Ehemann der US-Vizepräsidentin Kamala HarrisDouglas Emhoff (* 1964)

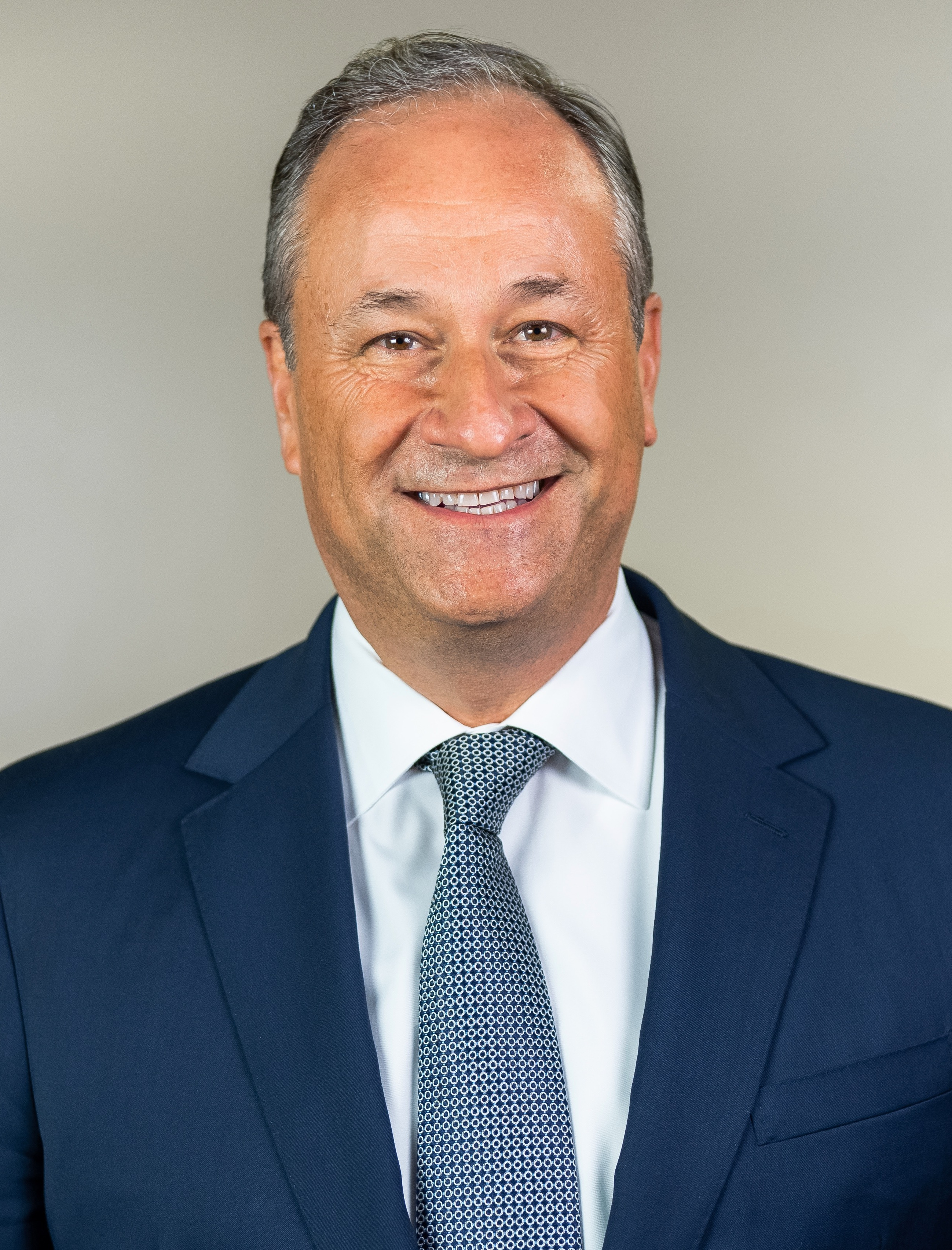
Douglas Emhoff (* 1964)

### Emi
- Emich Christian (1642–1702), Graf von Leiningen-Dagsburg und Herr von Broich
- Emich I. († 1299), Bischof von Worms
- Emich I. († 1334), Graf von Nassau-Hadamar
- Emich II. († 1359), Graf von Nassau-Hadamar
- Emich III., Graf von Nassau-Hadamar
- Emich IV., Graf von Leiningen-Landeck
- Emich IX. († 1535), Graf von Leiningen-Hardenburg
- Emich von Leiningen († 1328), Bischof von Speyer
- Emich, Birgit (* 1967), deutsche Historikerin
- Emich, Dietmar (* 1967), österreichischer Fußballspieler und Trainer
- Emich, Friedrich (1860–1940), österreichischer Chemiker
- Emich, Gusztáv (1866–1927), ungarischer Diplomat, Politiker und Handelsminister
- Emich, Kerstin (* 1962), deutsche Judoka
- Emicho, Anführer des Deutschen Kreuzzugs (1096)
- Emicho, schwäbischer Adliger
- Emicho Wildgraf von Kyrburg († 1311), Bischof von FreisingEmicho Wildgraf von Kyrburg († 1311)

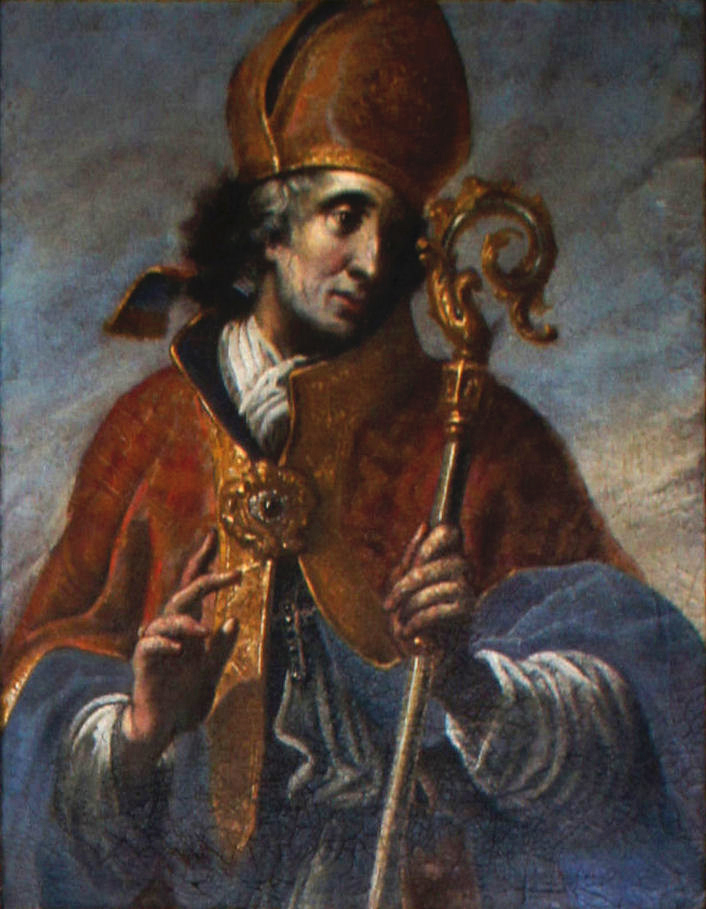
Emicho Wildgraf von Kyrburg († 1311)

- Emicida (* 1985), brasilianischer Rapper
- Emicke, Otto (1891–1970), deutscher Metallurge
- Emien Mambé, Jean-Sylvain (* 1970), ivorischer Geistlicher, römisch-katholischer Erzbischof und Diplomat des Heiligen Stuhls
- Emig, David (* 1971), deutscher Schauspieler
- Emig, Gerhard (1926–2004), deutscher Jurist und Politiker (FDP), MdA
- Emig, Gerhard (* 1938), deutscher Chemiker
- Emig, Günter (1929–2022), deutscher römisch-katholischer Geistlicher, Caritas-Leiter und Domkapitular des Bistums Mainz
- Emig, Günther (* 1953), deutscher Bibliothekar, Autor, Verleger alternativer Literatur
- Emig, Jürgen (* 1945), deutscher Fernsehreporter und ehemaliger Leiter der Abteilung „Sport Radio + TV“ des Hessischen Rundfunks
- Emig, Karl (1902–1989), deutscher Konditor, MdL (CDU)
- Emig, Karl-Heinz (* 1962), deutscher Fußballspieler und -trainer
- Emig, Michael (* 1948), deutscher Künstler
- Emig, Rainer (* 1964), deutscher Anglist
- Emig, Robin (* 2001), französischer Stabhochspringer
- Emig, Stephan (* 1976), deutscher Jazzmuesiker
- Emig-Könning, Christina (* 1950), deutsche Schauspielerin, Theaterregisseurin und Theaterleiterin
- Emigholz, Carmen (* 1962), deutsche Politikerin (SPD), MdBB
- Emigholz, Erich (1922–1998), deutscher Theater-, Film- und Fernsehkritiker
- Emigholz, Heinz (* 1948), deutscher Filmemacher, Autor, Künstler und Produzent
- Emika (* 1986), britische MusikerinEmika (* 1986)

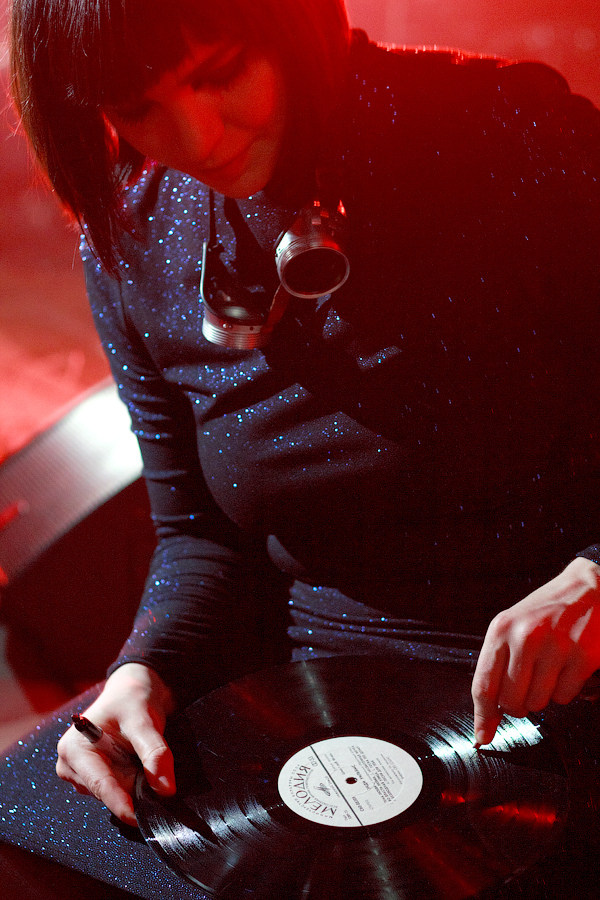
Emika (* 1986)

- Emil Atlason (* 1993), isländischer Fußballspieler
- Emil August von Schleswig-Holstein-Sonderburg-Augustenburg (1722–1786), königlich dänischer General, Prinz von Augustenburg
- Emil Friedrich I. (1765–1837), Landesherr über die Grafschaft Bentheim
- Emil Hallfreðsson (* 1984), isländischer Fußballspieler
- Emil Jónsson (1902–1986), isländischer Politiker
- Emile, James (* 1991), seychellischer Fußballschiedsrichterassistent
- Emilewicz, Jadwiga (* 1974), polnische Politikerin
- Emilfork, Daniel (1924–2006), chilenisch-französischer Schauspieler
- Emilia (* 1978), schwedische SängerinEmilia (* 1978)

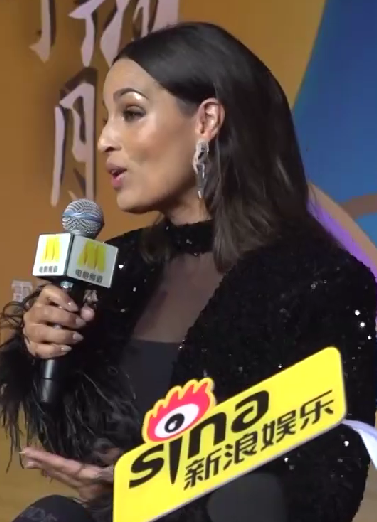
Emilia (* 1978)

- Emilía Ásgeirsdóttir (* 2005), isländisch-dänische Fußballspielerin
- Emilia Bicchieri (1238–1314), italienische Dominikanerin, Priorin, Selige und Mystikerin
- Emilia Secunda Antwerpiana von Oranien-Nassau (1581–1657), Tochter des Fürsten Wilhelms I. von Oranien-Nassau, Pfalzgräfin von Zweibrücken-Landsberg
- Emilia von Oranien-Nassau (1569–1629), niederländische Adelige
- Emiliani Sánchez, Rómulo (* 1948), panamaischer Geistlicher, emeritierter katholischer Weihbischof in San Pedro Sula
- Emiliani, Andrea (1931–2019), italienischer Kunsthistoriker
- Emiliani, Cesare (1922–1995), italo-amerikanischer Wissenschaftler
- Emiliani, Sabine, französische Filmeditorin
- Emilianidou, Zeta (1954–2022), zyprische Anwältin und Politikerin
- Emilianos (1934–2019), griechischer Mönch und Klostergründer
- Emilianov, Alexandra (* 1999), moldauische Leichtathletin
- Emilie von Hessen-Kassel (1626–1693), Fürstin von Tarent und Talmont
- Emilie von Oldenburg (1614–1670), Regentin von Schwarzburg-Rudolstadt
- Emilie zur Lippe (1800–1867), Fürstin zur Lippe
- Emilio, Luciano (* 1978), brasilianischer Fußballspieler
- Emilio, Paulo (1936–2016), brasilianischer Fußballspieler und Fußballtrainer
- Emily (* 1996), deutsche Kinderdarstellerin (Sängerin)
- Emin Bey (* 1893), türkischer Fußballspieler
- Emin Pascha (1840–1892), deutscher Afrikaforscher
- Emin, Tracey (* 1963), britische Künstlerin
- Emine Naciye Tevfik († 1960), osmanisch-türkische Porträtmalerin
- Emine Semiye (1864–1944), türkische Schriftstellerin und Frauenrechtlerin
- Eminem (* 1972), US-amerikanischer Hip-Hop-MusikerEminem (* 1972)

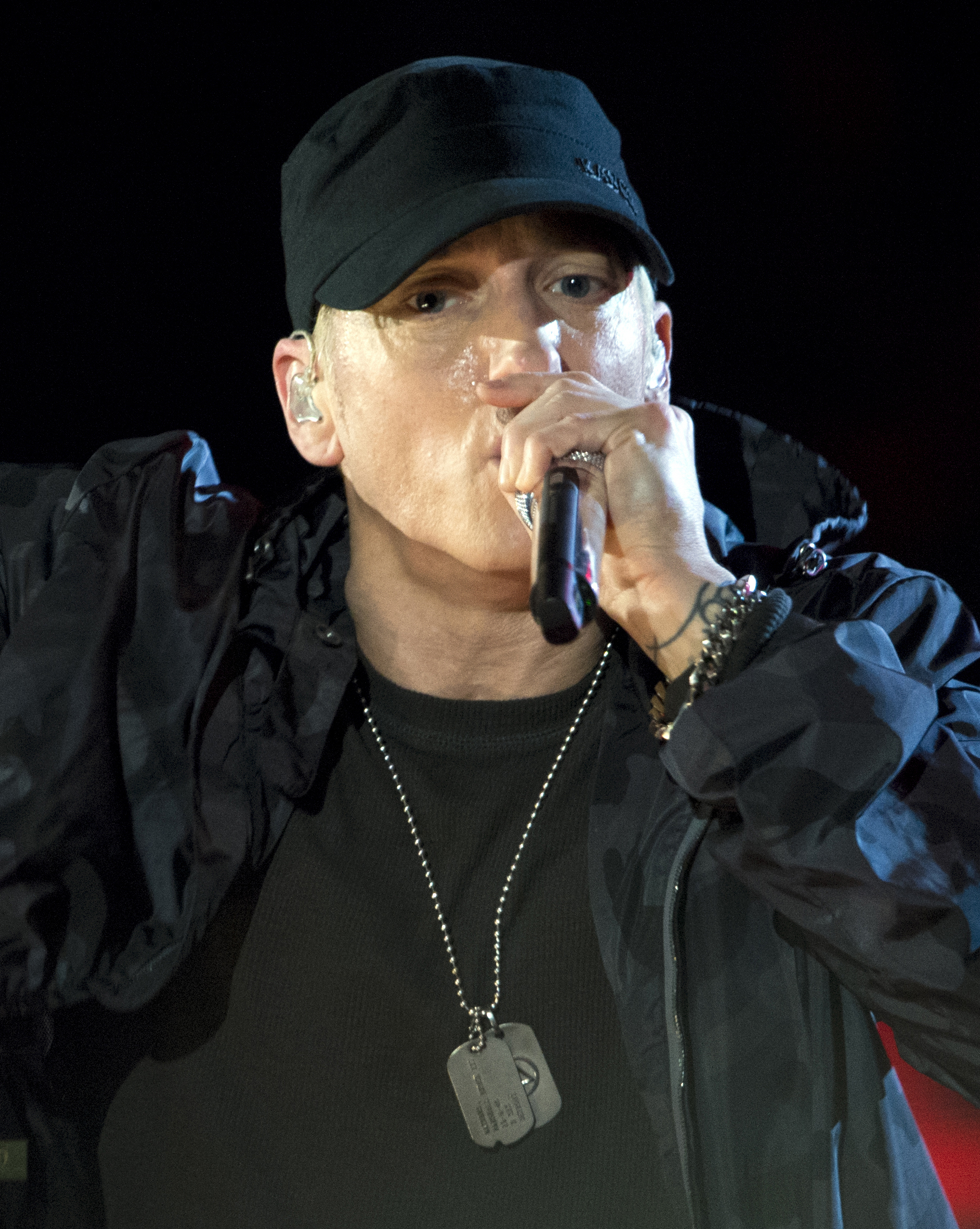
Eminem (* 1972)

- Eminente, Aldo (1931–2021), französischer Schwimmer
- Eminescu, Mihai (1850–1889), rumänischer DichterMihai Eminescu (1850–1889)

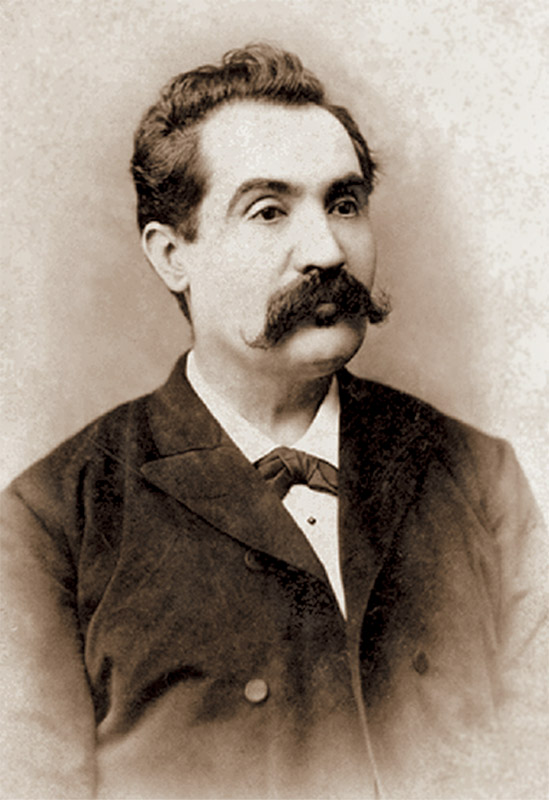
Mihai Eminescu (1850–1889)

- Eminescu, Yolanda (1921–1998), rumänische Juristin
- Eming, Jutta (* 1962), deutsche Germanistin und Hochschullehrerin
- Eminger, André (* 1979), deutscher Kameradschaftsaktivist
- Eminger, Christian (* 1964), österreichischer Radrennfahrer und Eisschnellläufer
- Eminger, Jaroslav (1886–1964), tschechoslowakischer General
- Eminger, Joseph Wilhelm von (1801–1858), österreichischer Beamter und Politiker
- Eminger, Kurt (* 1935), österreichischer Eisschnellläufer
- Eminger, Maik (* 1979), deutscher Rechtsextremist
- Eminger, Melanie (* 1994), deutsche Fußballspielerin
- Eminger, Stefan (* 1967), österreichischer Historiker, Holocaustforscher, Zeitgeschichtler
- Eminger, Steve (* 1983), kanadischer Eishockeyspieler und -scout
- Eminger, Vladimír (* 1992), deutsch-tschechischer Eishockeyspieler
- Emingerová, Helena (1858–1943), tschechische Malerin, Grafikerin und Illustratorin
- Emingerová, Kateřina (1856–1934), tschechische Komponistin und Pianistin
- Emini, Altine (* 1994), deutsche Schauspielerin und HörspielsprecherinAltine Emini (* 1994)

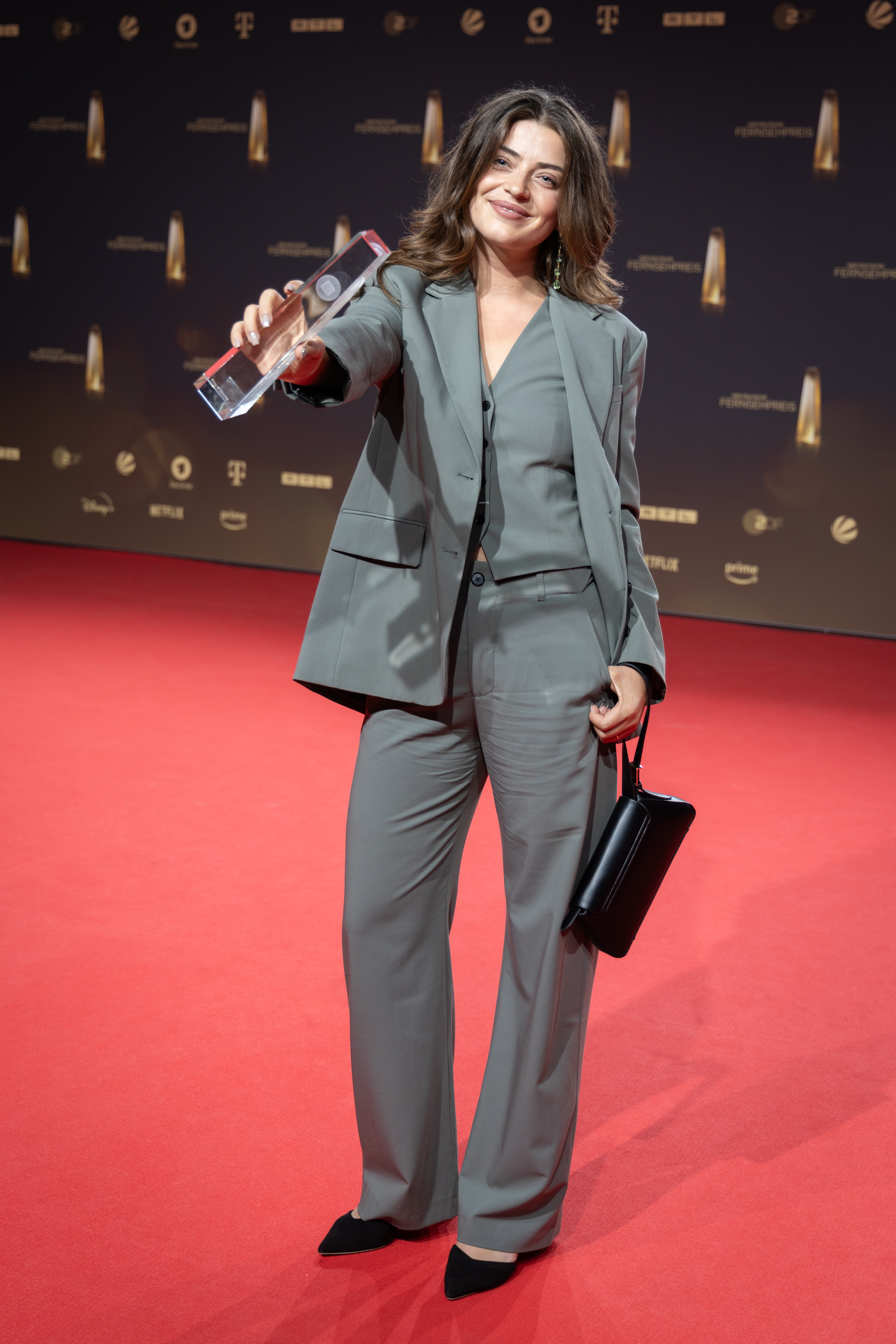
Altine Emini (* 1994)

- Emini, Andrim (* 1982), deutscher Künstler
- Emini, Hasan (1963–2017), albanischer Fußballspieler und Fußballtrainer
- Emini, Lorik (* 1999), kosovarisch-schweizerischer Fussballspieler
- Emini, Milica (* 1999), serbische Hürdenläuferin
- Emini, Serxhio (* 2002), albanischer Fußballspieler
- Emir (* 1980), türkischer Popmusiker
- Emir Khaled (1875–1936), algerischer Politiker
- Emir Sultan (1368–1429), Schutzheiliger von Bursa; angeblich Nachfahre des 12. Imām Muḥammad Al-Maḥdi
- Emir, Berkan (* 1988), türkischer Fußballspieler
- Emir, Erdoğan, türkischer Musiker
- Emir, Güneş (* 1985), türkische Schauspielerin
- Emiroğlu, Metin (* 1943), türkischer Politiker
- Emirsjan, Sirward (* 1966), sowjetisch-armenische Wasserspringerin
- Emirze, Saro (* 1977), deutscher Schauspieler
- Emis Killa (* 1989), italienischer Rapper

### Emk
- Emken, Karin (* 1966), deutsche Politikerin (SPD)

### Eml
- Emlen, John Thompson (1908–1997), US-amerikanischer Ornithologe und Ethologe
- Emler, Andy (* 1958), französischer Jazzpianist, Komponist und Bandleader
- Emler, Josef (1836–1899), tschechischer Historiker und Archivar an der Prager Universität
- Emling, David (* 1987), deutscher Schriftsteller
- Emlyn, Thomas (1663–1741), presbyterianischer Prediger und Schriftsteller

### Emm
- Emma (* 1981), französische Zeichnerin, Comicautorin, Podcasterin und Computeringenieurin
- Emma von Anhalt-Bernburg-Schaumburg-Hoym (1802–1858), Prinzessin von Anhalt-Bernburg-Schaumburg-Hoym und Regentin des Fürstentums Waldeck und Pyrmont (1845–1852)
- Emma von Böhmen, durch Heirat Herzogin von Böhmen
- Emma von der Normandie († 1052), Königin von EnglandEmma von der Normandie († 1052)

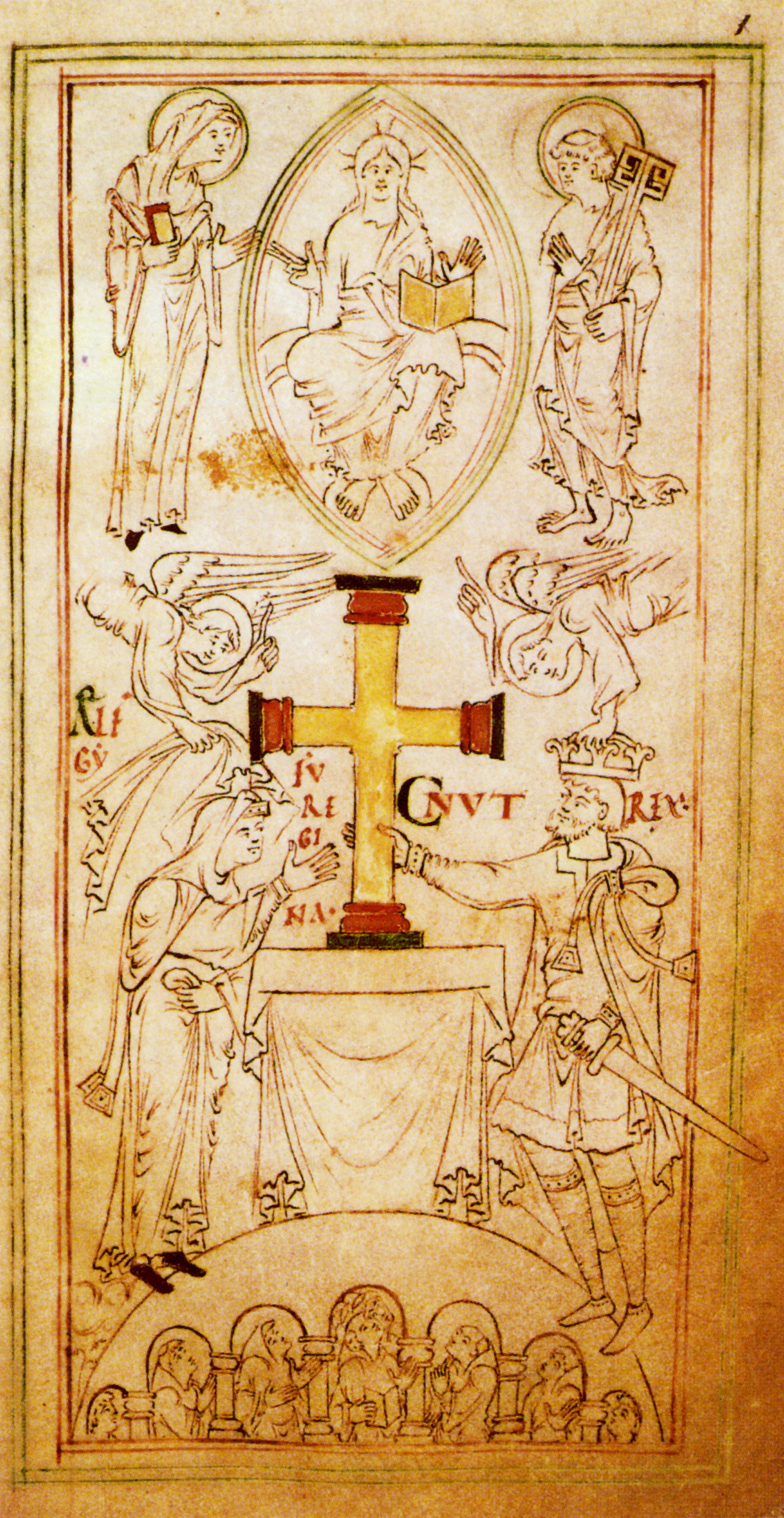
Emma von der Normandie († 1052)

- Emma von Frankreich (894–934), westfränkische Königin
- Emma von Italien, westfränkische Königin
- Emma von Lesum († 1038), mildtätige Gutsbesitzerin und erste namentlich nachweisbare Bremerin
- Emma von Provence, Gräfin von Toulouse und Erbin einer Hälfte der Grafschaft Provence
- Emma, David (* 1969), US-amerikanischer Eishockeyspieler
- Emmanouilidis, Dimitrios (* 2000), griechischer Fußballspieler
- Emmanouilidou, Polyniki (* 2003), griechische Sprinterin
- Emmanuel, Märtyrer und Heiliger
- Emmanuel Fernando, Fidelis Lionel (* 1948), sri-lankischer Geistlicher, emeritierter römisch-katholischer Bischof von Mannar
- Emmanuel Philibert Amadeus von Savoyen-Carignan (1628–1709), Fürst von Carignan
- Emmanuel von Belgien (* 2005), belgischer Prinz
- Emmanuel, Caddius (* 1988), lucianischer Fußballspieler
- Emmanuel, Christian Noel (* 1960), sri-lankischer Geistlicher und römisch-katholischer Bischof von Trincomalee
- Emmanuel, Crystal (* 1991), kanadische Sprinterin
- Emmanuel, David (1854–1941), rumänischer Mathematiker
- Emmanuel, Federico (1872–1962), Salesianer Don Boscos, italienischer Ordenspriester und römisch-katholischer Bischof
- Emmanuel, François (* 1952), belgischer Schriftsteller, Psychiater und Psychoanalytiker
- Emmanuel, Mari (* 1970), Bischof der Alten Kirche des Ostens, Internet-Prediger
- Emmanuel, Maurice (1862–1938), französischer Musikwissenschaftler, Musiklehrer und Komponist
- Emmanuel, Nathalie (* 1989), britische SchauspielerinNathalie Emmanuel (* 1989)

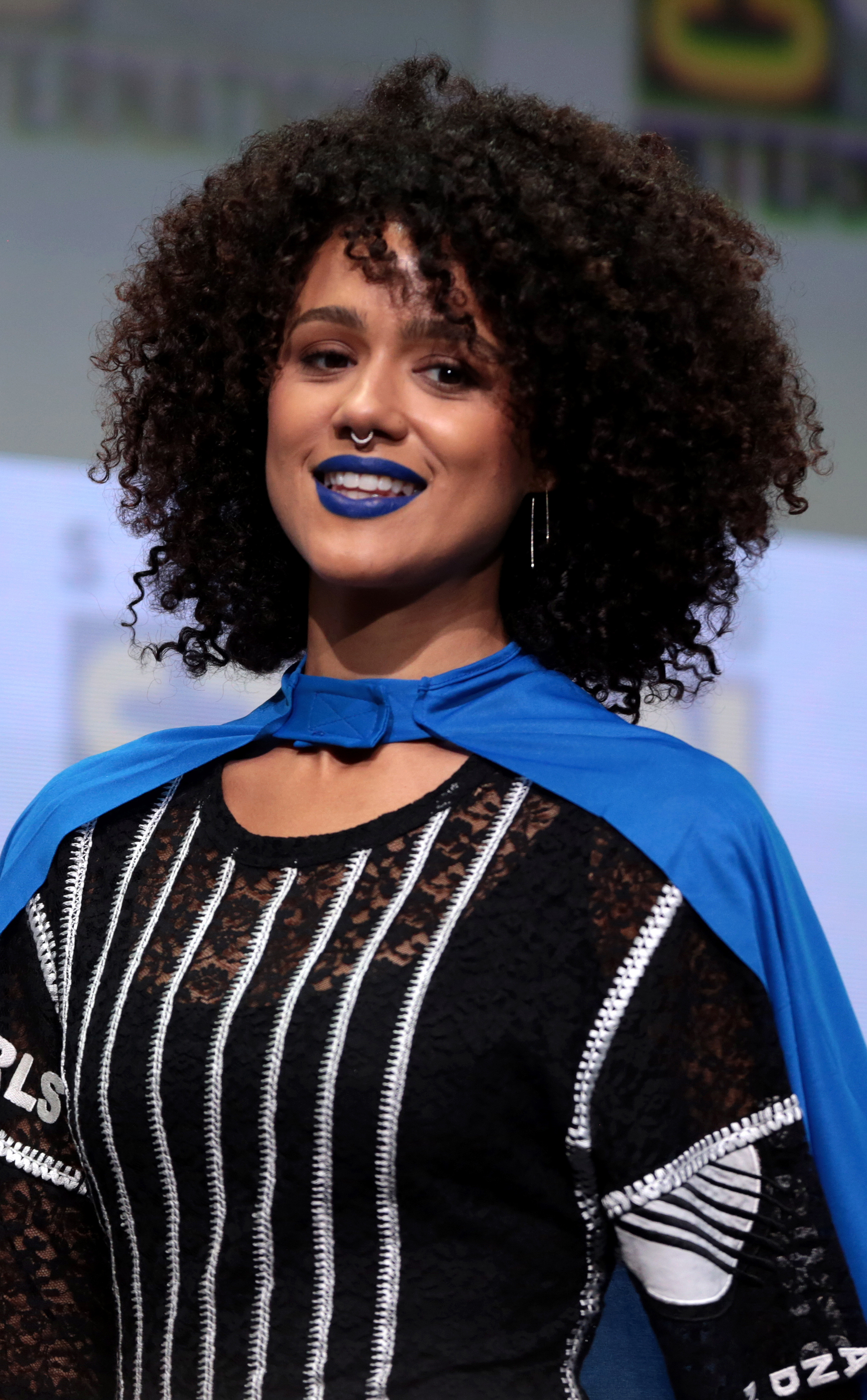
Nathalie Emmanuel (* 1989)

- Emmanuel, Osun Omololu (* 1996), nigerianischer Fußballspieler
- Emmanuel, Pierre (1916–1984), französischer Dichter
- Emmanuel, Tommy (* 1955), australischer GitarristTommy Emmanuel (* 1955)

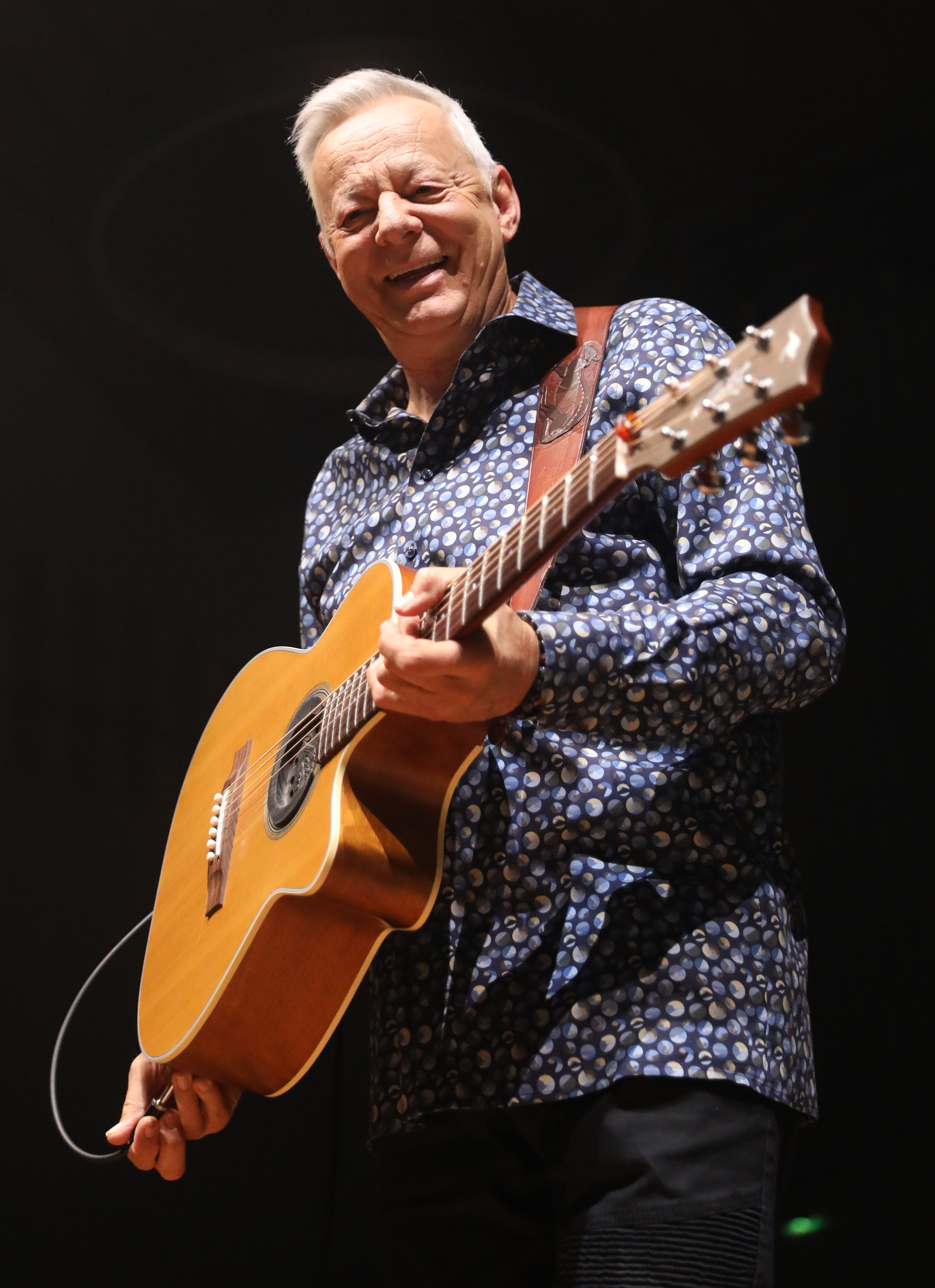
Tommy Emmanuel (* 1955)

- Emmanuel, Umeh (* 2004), nigerianischer Fußballspieler
- Emmanuel-Thomas, Jay (* 1990), englischer Fußballspieler
- Emmanuëlle (1942–2024), kanadische Sängerin
- Emmanuelli, Henri (1945–2017), französischer Politiker, Mitglied der Nationalversammlung
- Emmanwori, Nick (* 2004), US-amerikanischer American-Football-Spieler
- Emma’s Imagination, britische Popsängerin
- Emme, Barbara (1958–2015), deutsche Kassiererin der Supermarktkette Kaiser’s Tengelmann
- Emme, Jelena Karlowna (1885–1942), russische bzw. sowjetische Genetikerin und Hochschullehrerin
- Emmehard († 1155), mecklenburgischer Bischof
- Emmel, Egon (1914–1983), deutscher Diplomat
- Emmel, Felix (1888–1960), deutscher Schriftsteller, Pädagoge, Philosoph, Theaterautor und -kritiker
- Emmel, Heinrich (* 1819), Bürgermeister und Abgeordneter
- Emmel, Hildegard (1911–1996), deutsche Germanistin
- Emmel, Leopold (1863–1919), deutscher Politiker (SPD), MdR
- Emmel, Manfred (* 1945), deutscher Sportler
- Emmel, Stephen (* 1952), US-amerikanischer Koptologe
- Emmelius, Caroline (* 1972), deutsche Germanistin
- Emmelius, Curt (1882–1968), deutscher Eisenbahnbeamter
- Emmelius, Simone (* 1958), deutsche Fernsehredakteurin, Chefin von ZDFNeo
- Emmelmann, Claus (* 1959), deutscher Ingenieur
- Emmelmann, Frank (* 1961), deutscher Leichtathlet
- Emmelmann, Kirsten (* 1961), deutsche Leichtathletin und Olympiamedaillengewinnerin
- Emmeluth, Signe (* 1992), dänische Jazzmusikerin (Saxophone)
- Emmendörfer, Heinrich (1896–1986), deutscher Verbandsfunktionär
- Emmenegger Sieber, Gregor (* 1972), Schweizer Patristiker
- Emmenegger, Hans (1604–1653), Generaloberst der Bauern in der Region Sumiswald und Huttwil und Identifikationsfigur der Entlebucher im Bauernkrieg
- Emmenegger, Hans (1866–1940), Schweizer Künstler und PhilatelistHans Emmenegger (1866–1940)

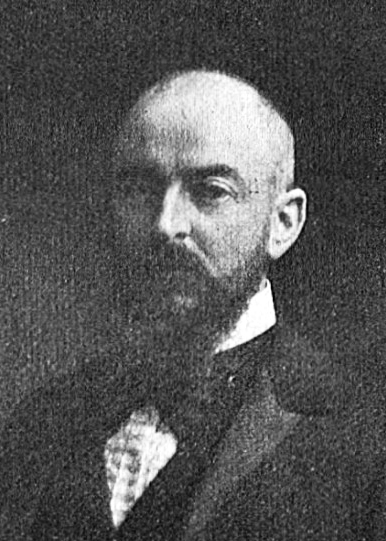
Hans Emmenegger (1866–1940)

- Emmenegger, Marta (1923–2001), Schweizer Journalistin und Sexberaterin
- Emmenegger, Mia (* 2005), Schweizer Handballspielerin
- Emmenegger, Oona (* 2000), Schweizer Eishockeyspielerin
- Emmenegger, Pius (1887–1974), Schweizer katholischer Theologe
- Emmenegger, Sigrid (* 1976), deutsche Juristin, Richterin am Bundesverwaltungsgericht
- Emmenegger, Susan (* 1967), Schweizer Rechtswissenschaftlerin
- Emmenegger-Kanzler, Manfred (* 1953), deutscher Keramiker
- Emmenius, Gallus (1541–1599), Stadtphysikus Zittaus
- Emmens, Gert (* 1957), niederländischer Musiker
- Emmens, Jan (1924–1971), niederländischer Kunsthistoriker
- Emmer de Albuquerque Green, Caroline, Forschungsdirektorin
- Emmer, David (* 1967), italienischer Regisseur
- Emmer, Huib (* 1951), niederländischer Komponist; Gitarrist und Interpret elektronischer Musik
- Emmer, Johannes (1849–1928), österreichischer Journalist und Funktionär des Deutschen und Österreichischen Alpenvereins
- Emmer, Luciano (1918–2009), italienischer Filmregisseur und Drehbuchautor
- Emmer, Martin (* 1969), deutscher Kommunikationswissenschaftler
- Emmer, Piet (* 1944), niederländischer Historiker und Hochschullehrer
- Emmer, Tom (* 1961), US-amerikanischer Politiker
- Emmer, Uta (1937–2023), deutsche Schauspielerin und Theaterleiterin
- Emmeram von Regensburg, Bischof und MärtyrerEmmeram von Regensburg

Emmeram von Regensburg

- Emmerich († 1031), ungarischer Prinz
- Emmerich († 1204), König von Ungarn
- Emmerich von Schöneck († 1318), Bischof von Worms
- Emmerich, Adam (1808–1869), Jurist und Mitglied des nassauischen Landtags
- Emmerich, André (1924–2007), US-amerikanischer Kunsthändler und Galerist
- Emmerich, Andreas (1737–1809), hessischer Offizier und Kriegstheoretiker
- Emmerich, Caspar († 1523), Kanoniker, Rektor der Universität Bologna
- Emmerich, Christine (1974–2020), deutsche Fernsehjournalistin
- Emmerich, Dirk (* 1958), deutscher Fernsehjournalist
- Emmerich, Emil (1882–1937), deutscher Pathologe
- Emmerich, Erika (1934–2022), deutsche Juristin und Managerin
- Emmerich, Ferdinand (1858–1930), deutscher Forscher, Weltreisender und Reiseschriftsteller
- Emmerich, Florian (* 1973), deutscher Kameramann
- Emmerich, Franz (1842–1927), deutscher katholischer Geistlicher, Seminarleiter und Domkapitular
- Emmerich, G. H. (1870–1923), deutscher Fotograf
- Emmerich, Gaby van (* 1963), deutsche Kinderbuchillustratorin, -autorin und Malerin
- Emmerich, Georg (1422–1507), Pilgerfahrer, Kaufmann, Bürgermeister (Görlitz)Georg Emmerich (1422–1507)

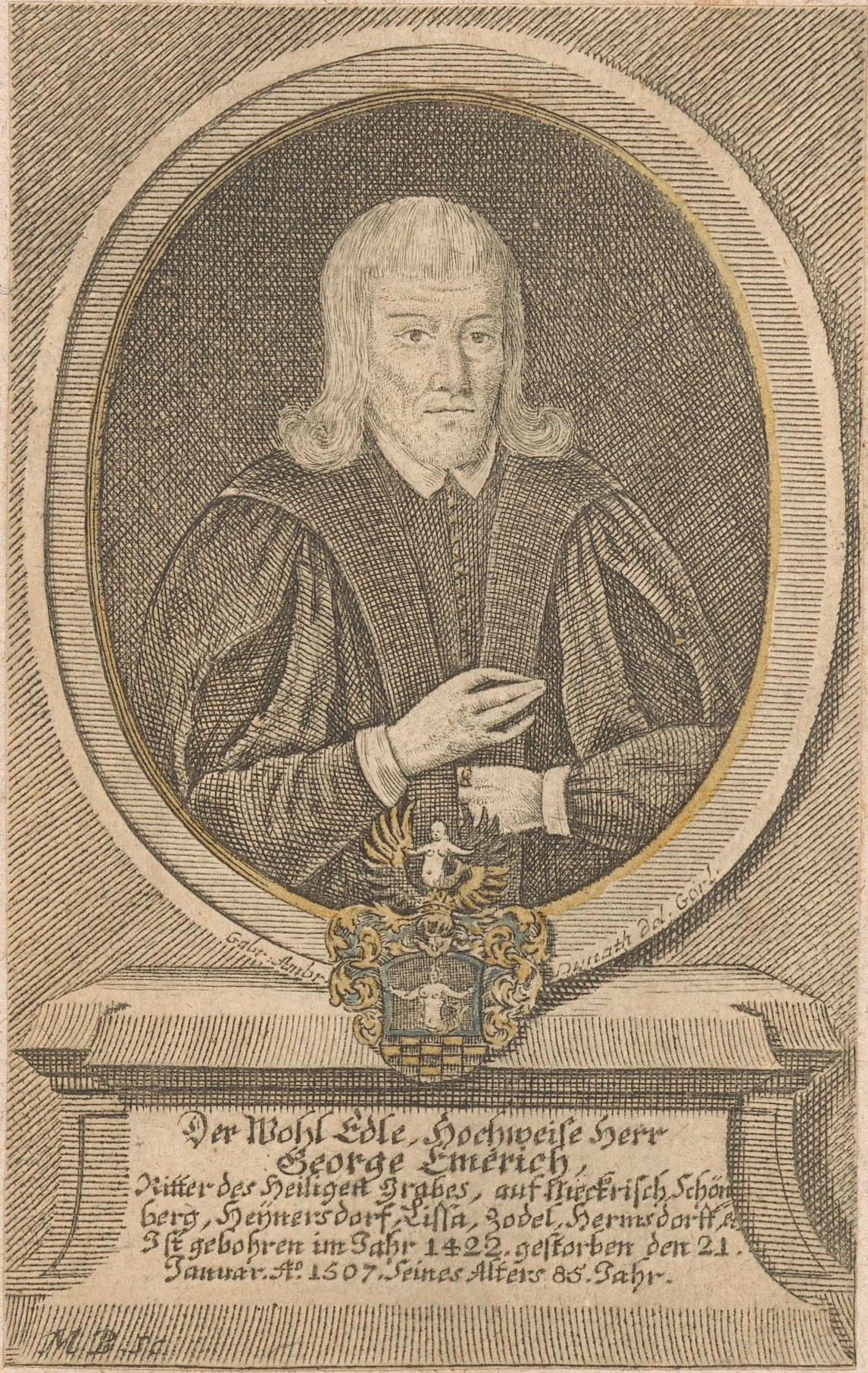
Georg Emmerich (1422–1507)

- Emmerich, Georg (1665–1727), deutscher Mediziner
- Emmerich, Hadassah (* 1974), niederländische Malerin
- Emmerich, Hans (1556–1620), Bürgermeister von Görlitz
- Emmerich, Heinz (1908–1986), deutscher Fußballspieler
- Emmerich, Jean-André (* 1949), deutscher Boxer
- Emmerich, Johann Nikolaus (1791–1868), deutscher Obergeodät und Katasterinspektor
- Emmerich, Jörg (* 1974), deutscher Fußballspieler und Fußballtrainer
- Emmerich, Julius (1834–1917), deutscher Architekt und preußischer Baubeamter
- Emmerich, Karl (1810–1881), Landtagsabgeordneter Großherzogtum Hessen
- Emmerich, Klaus (1928–2021), österreichischer Journalist
- Emmerich, Klaus (* 1943), deutscher Fernseh- und Theaterregisseur sowie Drehbuchautor und Schauspieler
- Emmerich, Kurt (* 1922), deutscher Fußballspieler
- Emmerich, Kurt (1930–2006), deutscher Sportreporter und -redakteur
- Emmerich, Lothar (1941–2003), deutscher Fußballspieler und -trainer
- Emmerich, Marcel (* 1991), deutscher Politiker (Bündnis 90/Die Grünen), MdB
- Emmerich, Max (1879–1956), US-amerikanischer Leichtathlet
- Emmerich, Noah (* 1965), US-amerikanischer Schauspieler und Regisseur
- Emmerich, Norbert-Christian (* 1950), deutscher Manager und Vorstand der WestLB
- Emmerich, Paul (1876–1958), deutscher Architekt
- Emmerich, Reinhard (* 1954), deutscher Sinologe
- Emmerich, Robert (1836–1891), deutscher Komponist
- Emmerich, Roland (* 1955), deutscher Filmproduzent, Filmregisseur und DrehbuchautorRoland Emmerich (* 1955)

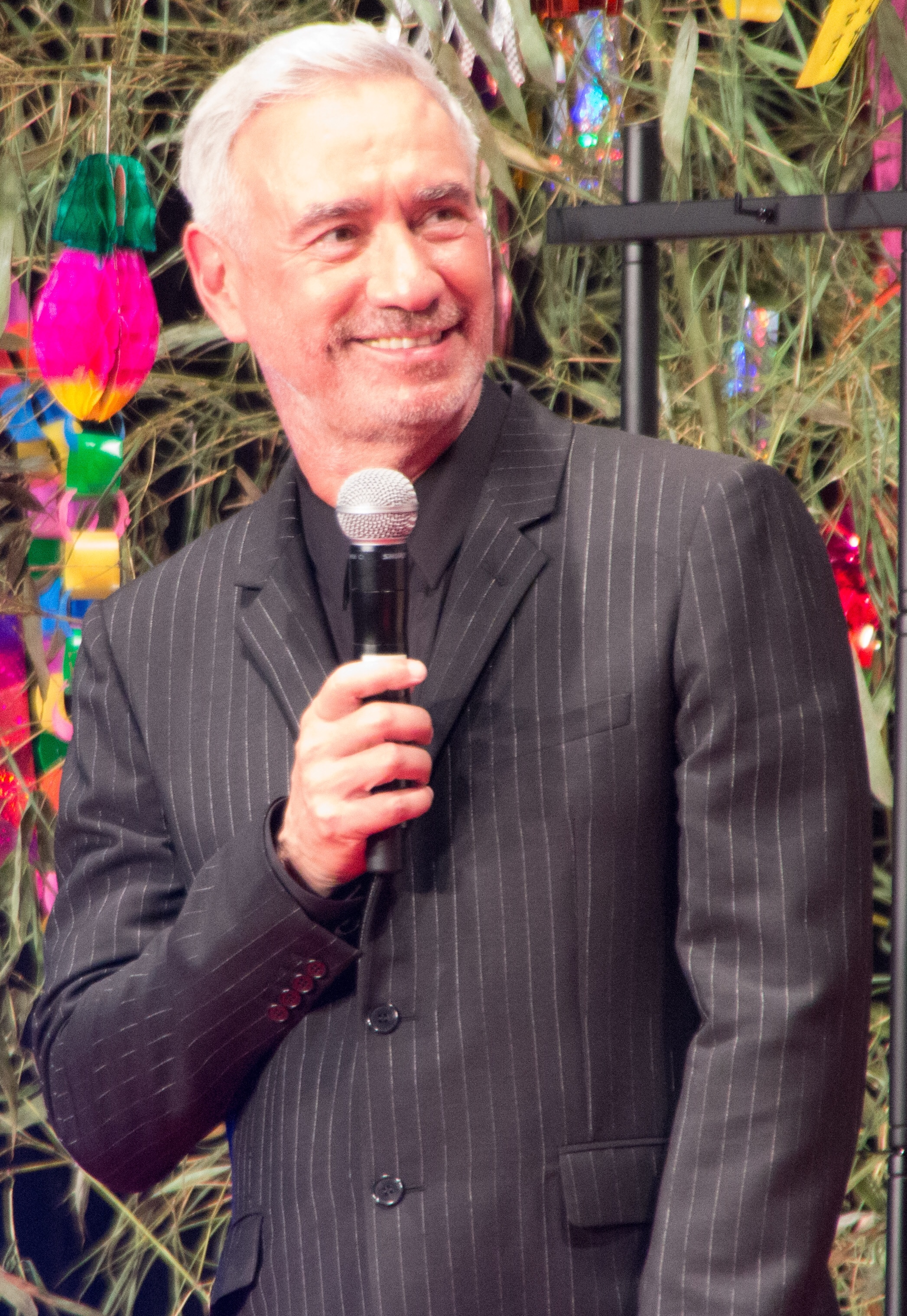
Roland Emmerich (* 1955)

- Emmerich, Rudolf (1852–1914), deutscher Hygieniker und Hochschullehrer
- Emmerich, Sabine (* 1964), deutsche Bildhauerin
- Emmerich, Toby (* 1963), US-amerikanischer Filmproduzent, Drehbuchautor und Manager
- Emmerich, Urban (1379–1470), Görlitzer Bürgermeister
- Emmerich, Ute (* 1961), deutsche Filmproduzentin
- Emmerich, Volker (* 1938), deutscher Jurist und emeritierter Professor an der Universität Bayreuth
- Emmerich, Walter (1895–1967), deutscher Volkswirt und Nationalsozialist
- Emmerich, Werner (1908–1968), deutscher Historiker
- Emmerich, Wilhelm (1916–1945), deutscher SS-Oberscharführer in Konzentrationslagern
- Emmerich, Wolfgang (* 1941), deutscher Literatur- und Kulturwissenschaftler
- Emmerich-Eiben, Karl (1853–1917), deutscher theosophischer Autor
- Emmerich-Kopatsch, Petra (* 1960), deutsche Politikerin (SPD)
- Emmerick, Anna Katharina (1774–1824), Ordensschwester, MystikerinAnna Katharina Emmerick (1774–1824)

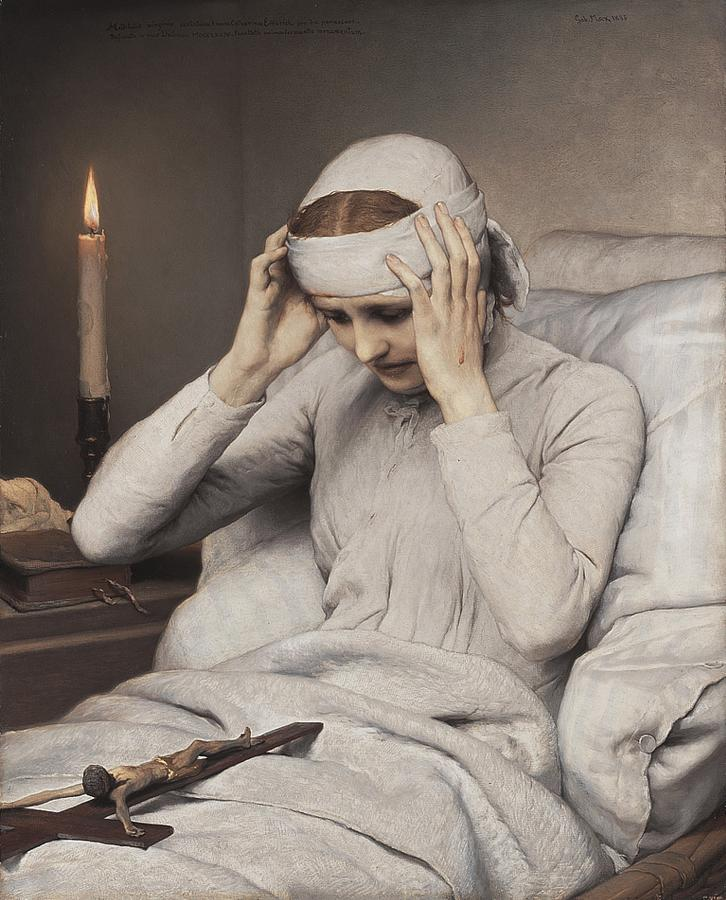
Anna Katharina Emmerick (1774–1824)

- Emmerick, Ronald Erich (1937–2001), australischer Iranist
- Emmerig, Ernst (1916–1999), deutscher Verwaltungsjurist, Hochschullehrer, Regierungspräsident des Bezirks Oberpfalz und Heimatkundler
- Emmerig, Hubert (* 1958), deutscher Numismatiker
- Emmerig, Thomas (1948–2021), deutscher Musikwissenschaftler und Lyriker
- Emmerig, Viktor (1883–1951), deutscher Heimatforscher
- Emmerik, Govert van (1808–1882), niederländischer Marinemaler
- Emmerlich, Alfred (1928–2017), deutscher Jurist und Politiker (SPD), MdB
- Emmerlich, Arthur (1907–1942), deutscher Widerstandskämpfer gegen den Nationalsozialismus
- Emmerlich, Gunther (1944–2023), deutscher Sänger und ModeratorGunther Emmerlich (1944–2023)

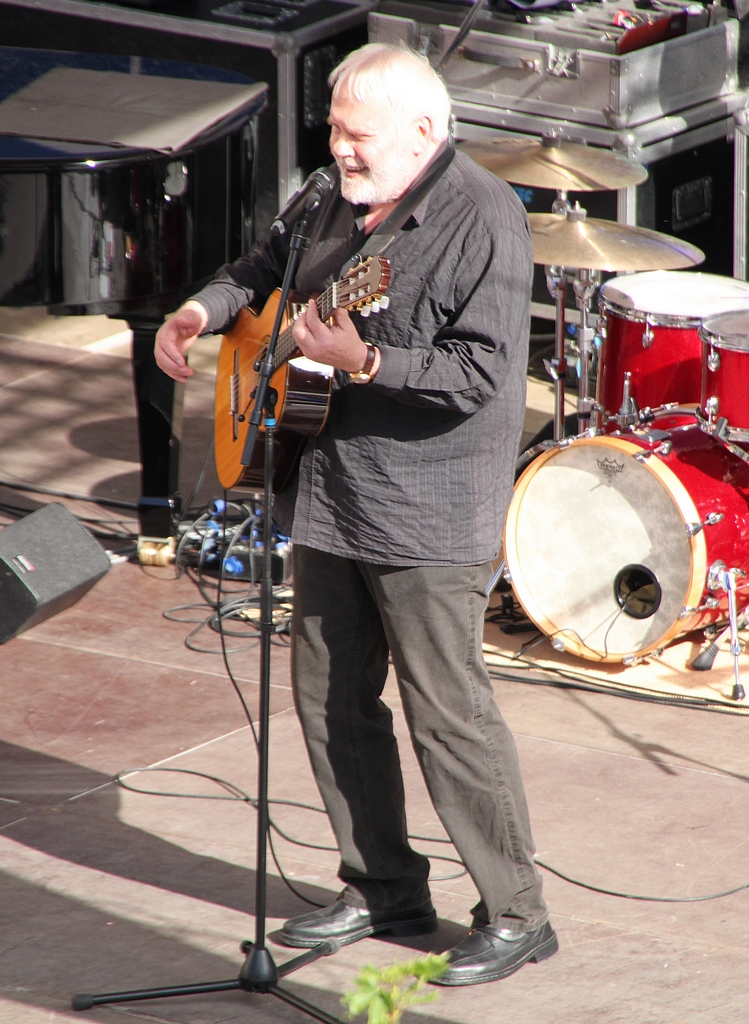
Gunther Emmerlich (1944–2023)

- Emmerling, Adolph (1842–1906), deutscher Agrikulturchemiker
- Emmerling, Alexandra (* 1999), deutsche Fußballspielerin
- Emmerling, August (1797–1867), großherzoglich-hessischer Beamter und Politiker
- Emmerling, Bettina (* 1980), österreichische Politikerin (NEOS)
- Emmerling, Björn (* 1975), deutscher Feldhockeyspieler
- Emmerling, Carl (1813–1883), deutscher evangelisch-lutherischer Geistlicher und Politiker
- Emmerling, Erwin (* 1952), deutscher Restaurator
- Emmerling, Ferdinand (1831–1912), deutscher Verwaltungsjurist
- Emmerling, Franziska (* 1975), deutsche Chemikerin
- Emmerling, Friedrich (1801–1879), deutscher Politiker
- Emmerling, Georg (1870–1948), österreichischer Politiker (SDAP), Landtagsabgeordneter, Mitglied des Bundesrates
- Emmerling, Ludwig August (1765–1842), deutscher Mineraloge und großherzoglich-hessischer Oberfinanzrat
- Emmerling, Michael (* 1900), deutscher Kaufmann und Kommunalpolitiker (SPD)
- Emmerling, Stefan (* 1966), deutscher Fußballspieler und -trainerStefan Emmerling (* 1966)

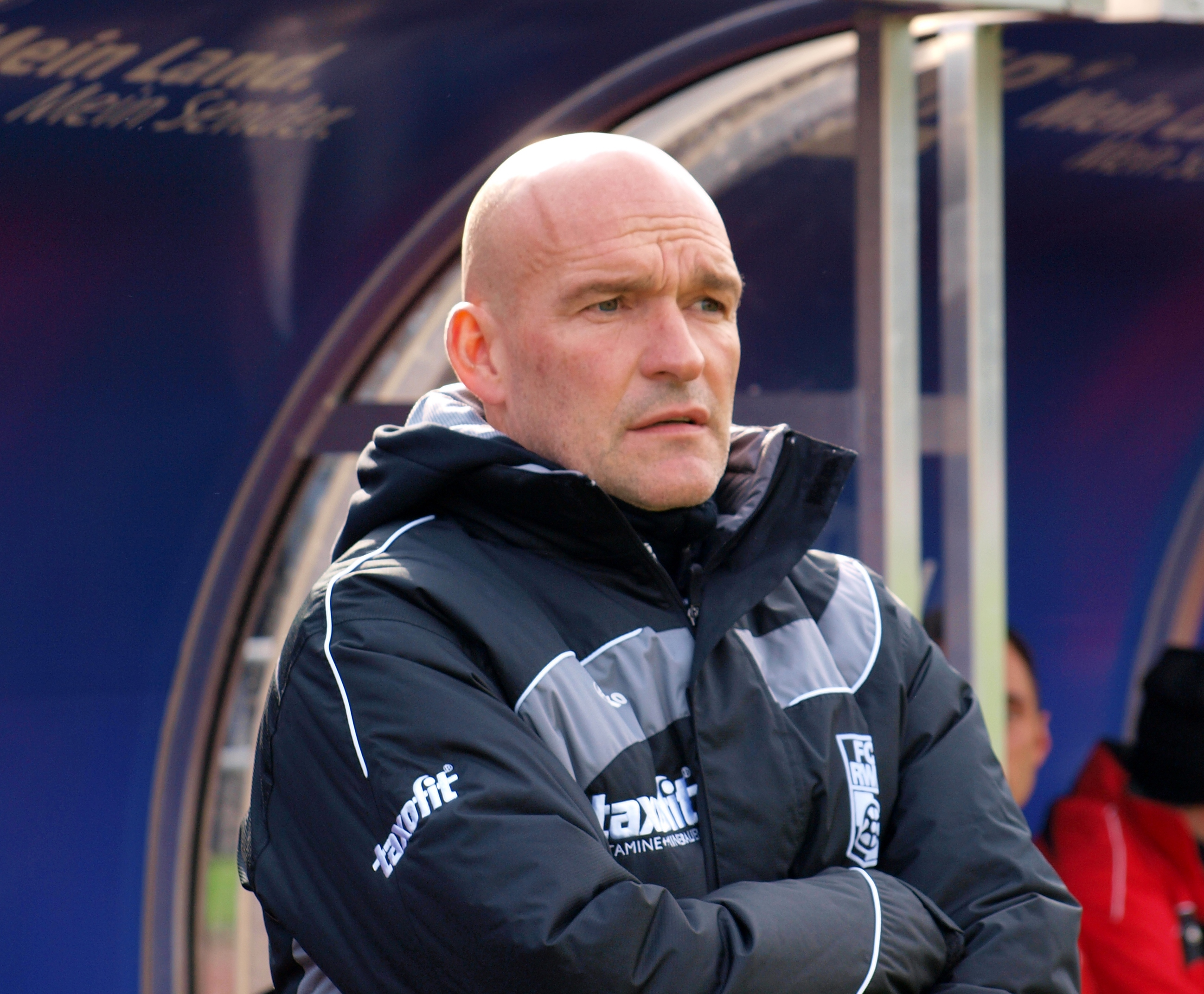
Stefan Emmerling (* 1966)

- Emmerling, Thomas (* 1963), deutscher Kunstsammler
- Emmermann, Carl (1915–1990), deutscher Marineoffizier und U-Bootskommandant im Zweiten Weltkrieg
- Emmermann, Heide-Marie (* 1942), deutsche Schriftstellerin, Theologin und ehemalige Domina
- Emmermann, Rolf (* 1940), deutscher Geologe und Hochschullehrer
- Emmers, Hans-Dietrich (1944–2009), deutscher Badmintonspieler
- Emmers, Marc (* 1966), belgischer Fußballspieler
- Emmerson, Ben (* 1963), britischer Rechtsanwalt mit dem Status eines Kronanwalts
- Emmerson, Henry (1853–1914), kanadischer Politiker
- Emmerson, Jill (* 1942), australische Tennisspielerin
- Emmerson, Louis Lincoln (1863–1941), US-amerikanischer Politiker
- Emmerson, Simon (1956–2023), britischer Gitarrist und Musikproduzent
- Emmert, Bruno (1880–1967), deutscher Chemiker und Hochschullehrer
- Emmert, Claudia (* 1965), deutsche Kunsthistorikerin und Kuratorin
- Emmert, Edgar (1908–1974), deutscher Jurist, Landrat im Landkreis Kronach
- Emmert, Ernst (1900–1945), deutscher Jurist und Offizier
- Emmert, František (* 1974), tschechischer Schriftsteller
- Emmert, Friedrich (1802–1868), deutscher Botaniker
- Emmert, Hedwig (* 1943), deutsche Malerin und Glaskünstlerin
- Emmert, Heidi (* 1966), deutsche Organistin und Musikpädagogin
- Emmert, Heinrich (1901–1974), deutscher Politiker (CSU), MdL Bayern
- Emmert, Michael (* 1954), deutscher Künstler und Maler
- Emmert, Pedro (* 2002), argentinischer Sprinter
- Emmert, Steffen (* 1969), deutscher Dermatologe
- Emmert, Ulrich (1923–2000), deutscher Geologe
- Emmert, Wilfried (1930–2023), deutscher Dirigent und Generalmusikdirektor
- Emmerton, Cory (* 1988), kanadischer Eishockeyspieler und -trainer
- Emmery, Frederik (* 2006), dänischer Fußballspieler
- Emmery, Harry (* 1951), niederländischer Jazz-Bassist und Komponist
- Emmet, Dorothy (1904–2000), britische Philosophin
- Emmet, Evelyn, Baroness Emmet of Amberley (1899–1980), britische Politikerin (Conservative Party), Mitglied des House of Commons
- Emmet, Lydia Field (1866–1952), US-amerikanische Malerin
- Emmet, Robert (1778–1803), irischer Rebellenführer und Nationalist
- Emmet, Thomas Addis (1764–1827), irischer und US-amerikanischer Jurist und Politiker
- Emmet, William Le Roy (1859–1941), US-amerikanischer Elektrotechniker
- Emmett, Belinda (1974–2006), australische Schauspielerin und Moderatorin
- Emmett, Daniel Decatur (1815–1904), US-amerikanischer Liedermacher und Entertainer
- Emmett, Edward Martin (* 1949), amerikanischer Abgeordneter des texanischen Repräsentantenhauses, Regierungsbediensteter und County Judge
- Emmett, Paul Hugh (1900–1985), US-amerikanischer Physikochemiker
- Emmett, Randall (* 1971), US-amerikanischer Filmproduzent und Pokerspieler
- Emmett, Tom (1841–1904), englischer Cricketspieler
- Emmich, Cliff (1936–2022), US-amerikanischer Schauspieler
- Emmich, Otto von (1848–1915), preußischer General der Infanterie und Kommandierender General des X. Armee-KorpsOtto von Emmich (1848–1915)

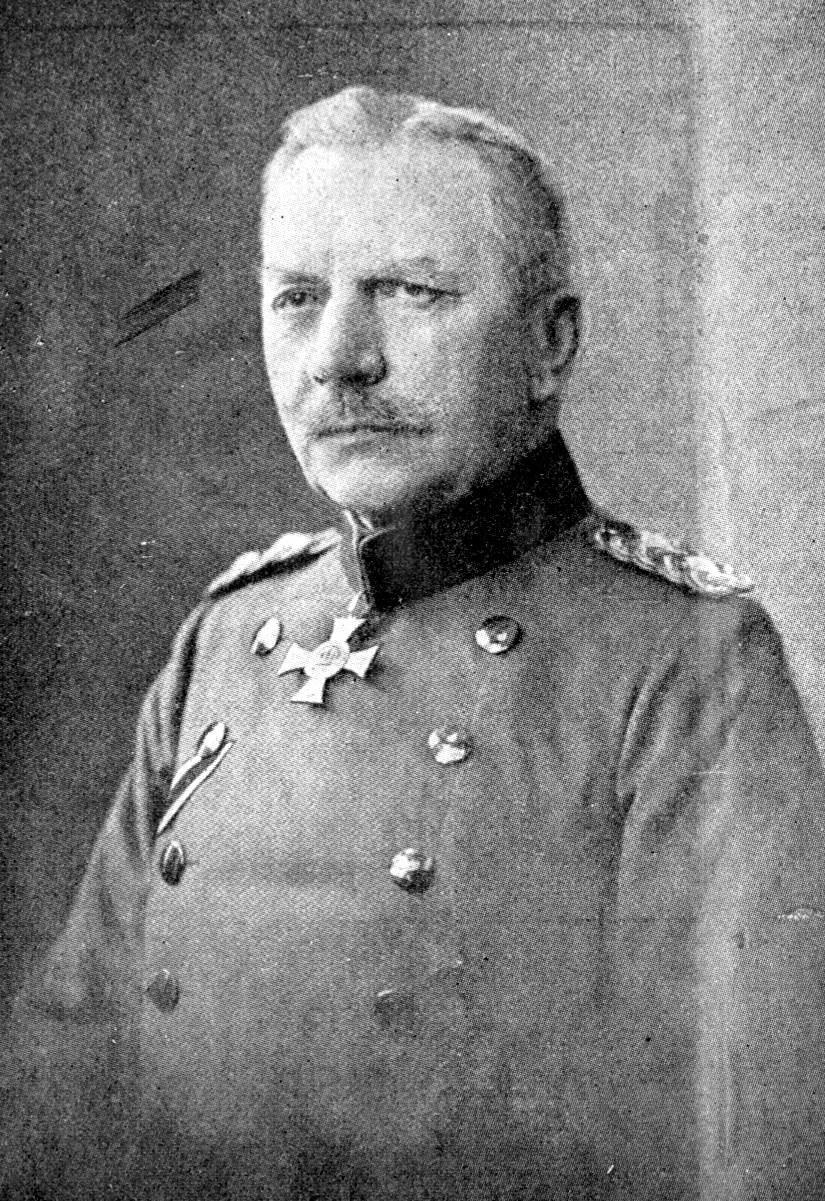
Otto von Emmich (1848–1915)

- Emmijan, Robert (* 1965), sowjetisch-armenischer Weitspringer
- Emminger, Anton (1890–1962), österreichischer Politiker (ÖVP), Landtagsabgeordneter
- Emminger, Daniela (* 1975), österreichische Schriftstellerin
- Emminger, Eberhard (1808–1885), deutscher Lithograph und Maler
- Emminger, Erich (1880–1951), deutscher Politiker (Zentrum, BVP), MdR
- Emminger, Josef (1804–1872), österreichischer Opernsänger (Tenor)
- Emminger, Otmar (1911–1986), deutscher Ökonom und Präsident der Deutschen Bundesbank
- Emminghaus, Arwed (1831–1916), deutscher Nationalökonom
- Emminghaus, Bernhard (1799–1875), deutscher Justizrat
- Emminghaus, Gustav (1791–1859), deutscher Jurist und Archivar
- Emminghaus, Heinrich Wilhelm (1682–1749), Bürgermeister von Hagen
- Emminghaus, Hermann (1845–1904), deutscher Psychiater und Universitätsprofessor
- Emminghaus, Johannes Heinrich (1916–1989), deutscher katholischer Theologe
- Emminghaus, Wilhelm Ferdinand (1778–1844), nassauischer Amtmann
- Emmingmann, Gerrit (* 1868), deutscher Architekt
- Emmius, Ubbo (1547–1625), ostfriesischer reformierter Theologe, Historiker und Gründungsrektor der Universität GroningenUbbo Emmius (1547–1625)

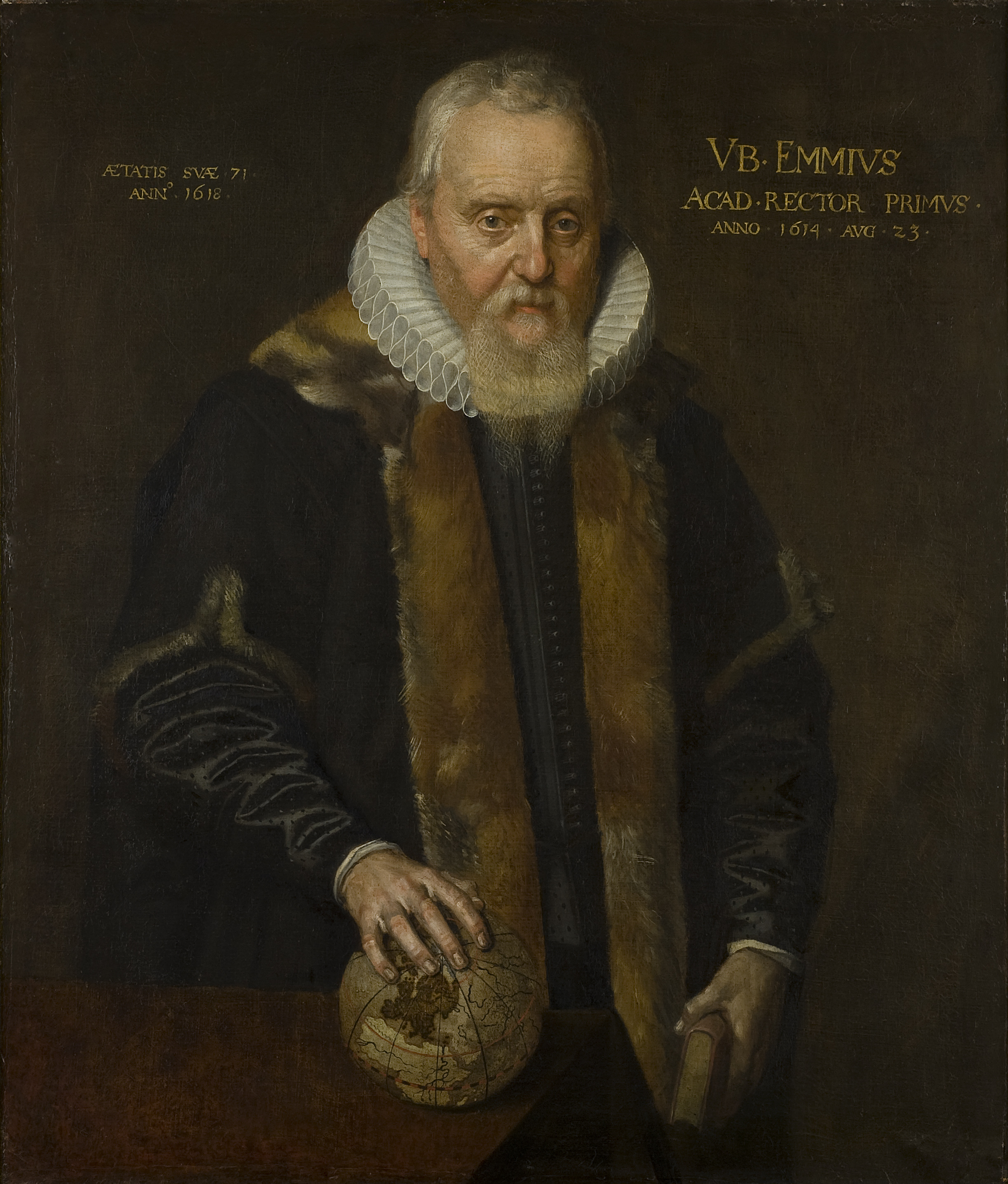
Ubbo Emmius (1547–1625)

- Emmler, Elisabeth (1921–1998), deutsche Scherenschnitt-Künstlerin
- Emmler, Peggy-Sue (* 1991), deutsche Synchronsprecherin und Dialogbuchautorin
- Emmolo, Giulia (* 1991), italienische Wasserballspielerin
- Emmons, Benjamin (1777–1843), US-amerikanischer Geschäftsmann und Politiker, der State Auditor von Vermont war und Mitglied beider Kammern der Legislative von Missouri (1801–1806)
- Emmons, Buddy (1937–2015), US-amerikanischer Pedal-Steel-Gitarrist
- Emmons, Chester (1900–1985), US-amerikanischer Mykologe
- Emmons, Della Gould (1890–1983), US-amerikanische Schriftstellerin
- Emmons, Delos Carleton (1889–1965), US-amerikanischer Offizier, Generalleutnant der US-Army
- Emmons, Ebenezer (1799–1863), US-amerikanischer Geologe
- Emmons, Gary (* 1963), kanadischer Eishockeyspieler und -trainer
- Emmons, Howard (1912–1998), US-amerikanischer Physiker
- Emmons, John (* 1974), US-amerikanischer Eishockeyspieler
- Emmons, Kateřina (* 1983), tschechische Sportschützin
- Emmons, Louise H. (* 1943), US-amerikanische Mammalogin uruguayischer Herkunft
- Emmons, Matthew (* 1981), US-amerikanischer Sportschütze
- Emmons, Samuel Franklin (1841–1911), US-amerikanischer Geologe
- Emmorey, Karen, US-amerikanische Linguistin und Neurowissenschaftlerin
- Emmott, Basil (1894–1976), britischer Kameramann
- Emmott, Stephen (* 1960), englischer Hochschullehrer, Autor und Wissenschaftler im Fachgebiet Wissenschaftliches Rechnen
- Emmran, Ammirul (* 1995), singapurischer Fußballspieler
- Emmrich, Christina (* 1948), deutsche Politikerin (Die Linke)
- Emmrich, Erich (1922–1983), deutscher Politiker (SPD)
- Emmrich, Frank (* 1949), deutscher Immunologe
- Emmrich, Georg Karl Friedrich (1773–1837), deutscher evangelischer Geistlicher und Pädagoge
- Emmrich, Hanna (1903–1983), deutsche Philologin und Bibliothekarin
- Emmrich, Helga (* 1926), deutsche Filmeditorin
- Emmrich, Hermann Friedrich (1815–1879), deutscher Paläontologe und Geologe
- Emmrich, Irma (1919–2018), deutsche Kunsthistorikerin und Hochschullehrerin
- Emmrich, Jacob Friedrich Georg (1766–1839), deutscher Jurist und Hochschullehrer
- Emmrich, Josef-Peter (1909–1963), deutscher Gynäkologe und Geburtshelfer
- Emmrich, Martin (* 1984), deutscher Tennisspieler
- Emmrich, Michael (* 1959), deutscher Medizinjournalist
- Emmrich, Peter (* 1938), deutscher Pathologe
- Emmrich, Peter (1938–2011), deutscher Pädiater
- Emmrich, Rolf (1910–1974), deutscher Internist und Hochschullehrer
- Emmrich, Thomas (* 1953), deutscher Tennisspieler (DDR)
- Emms, Gail (* 1977), englische Badmintonspielerin
- Emms, John (1843–1912), englischer Maler des Realismus
- Emms, John (* 1967), britischer Schachspieler
- Emms, Robert (* 1986), britischer Film- und Theaterschauspieler

### Emn
- Emnes, Marvin (* 1988), niederländischer Fußballspieler
- Emnet, Eugen (1883–1966), deutscher Verwaltungsjurist und Ministerialbeamter
- Emnetu, Selome (* 1981), norwegische SchauspielerinSelome Emnetu (* 1981)

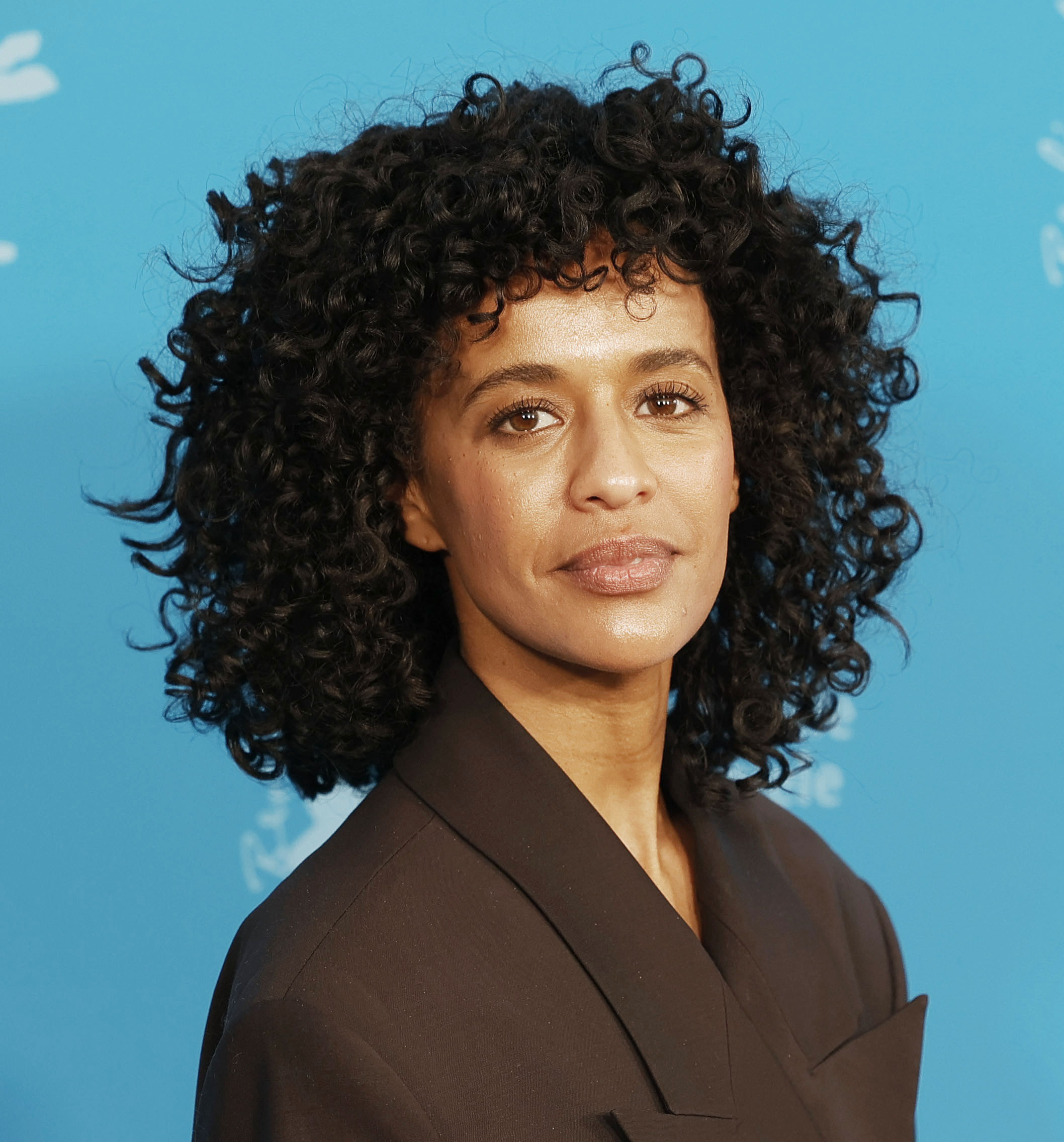
Selome Emnetu (* 1981)

- Emnilda, Herzogin von Polen

### Emo
- Emo von Wittewierum († 1237), Prämonstratenser-Chorherr
- Emo, Angelo (1731–1792), venezianischer Großadmiral
- Emo, E. W. (1898–1975), österreichischer Filmregisseur
- Emo, Maria (* 1936), österreichische Schauspielerin
- Emoli, Flavio (1934–2015), italienischer Fußballspieler
- Emomalij, Nuralij (* 2002), tadschikischer Judoka
- Emomalij, Rustam (* 1987), tadschikischer Politiker, Bürgermeister von Duschanbe
- Emond von Engelsdorf (1330–1398), Adliger, Erbkämmerer von Luxemburg
- Émond, Clara (* 1997), kanadische Radrennfahrerin
- Emond, Linda (* 1959), US-amerikanische SchauspielerinLinda Emond (* 1959)

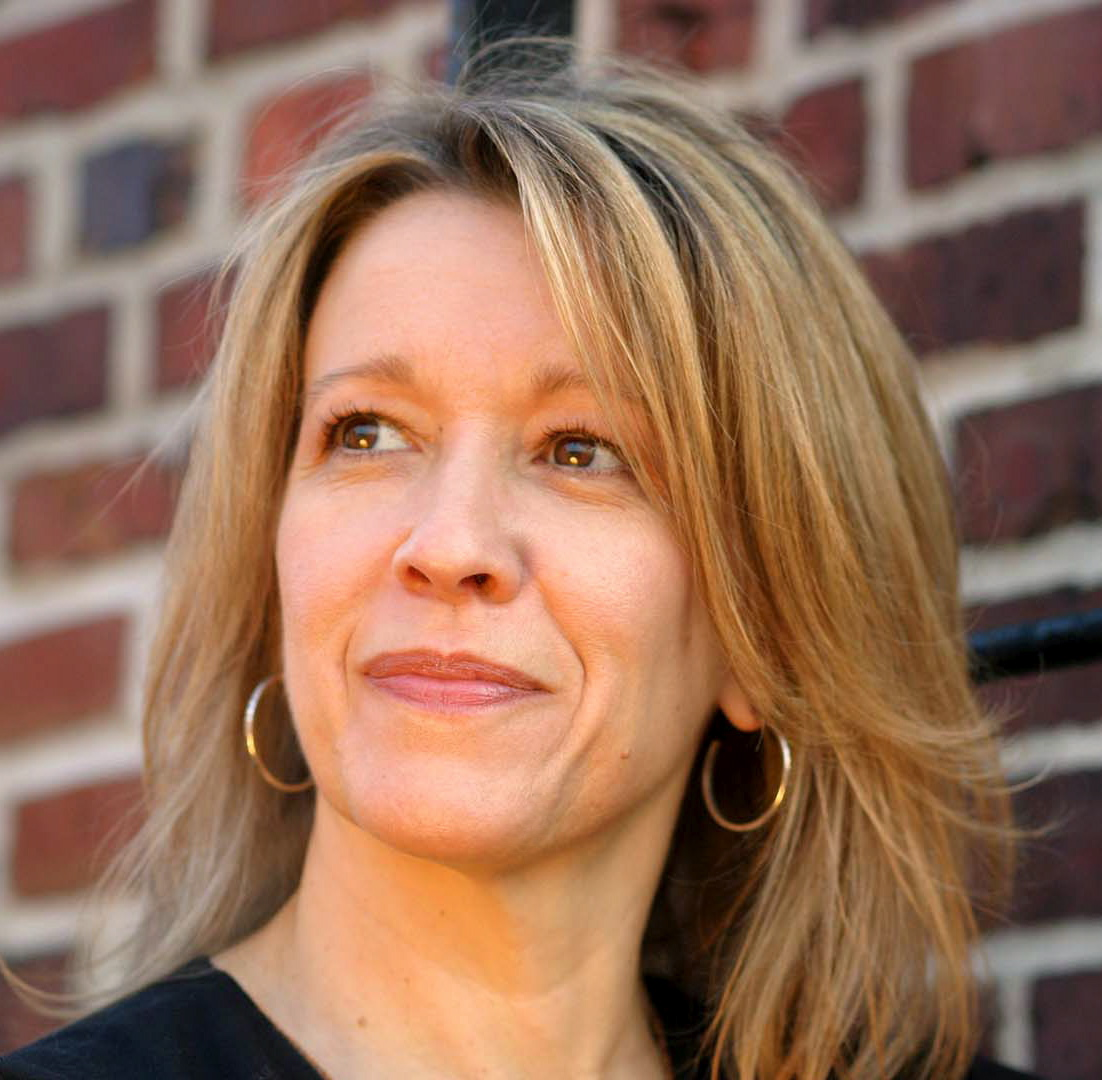
Linda Emond (* 1959)

- Émond, Louis (* 1969), kanadischer Schriftsteller
- Emond, Renaud (* 1991), belgischer Fußballspieler
- Emonds, Ferdinand (1754–1813), Stadtschreiber (Kanzleivorsteher), Maire und Präfekturrat unter französischer Verwaltung
- Emonds, Hilarius (1905–1958), deutscher römisch-katholischer Liturgiewissenschaftler
- Emonds, Joseph (1898–1975), deutscher Geistlicher und Widerstandskämpfer gegen den Nationalsozialismus
- Emonds, Nico (* 1961), belgischer Radrennfahrer
- Emonet, Claudine (* 1962), französische Skirennläuferin
- Emonet, Patricia (* 1956), französische Skirennläuferin
- Emons, Friso (* 1998), niederländischer Shorttracker
- Emons, Hans (1907–1970), deutscher Schauspieler
- Emons, Hans-Heinz (* 1930), deutscher Chemiker
- Emons, Hermann-Josef (1950–2023), deutscher Verleger
- Emons, Petrus IV. (1689–1751), 42. Abt der Abtei Marienstatt
- Emons, Rudolf (* 1945), deutscher Anglist
- Emonts, Fritz (1920–2003), deutscher Pianist und Klavierpädagoge
- Emonts, Karl (1889–1959), deutscher Politiker (USPD, KPD, SPD, KPD)
- Emonts, Laura (* 1991), deutsche Volleyball-NationalspielerinLaura Emonts (* 1991)

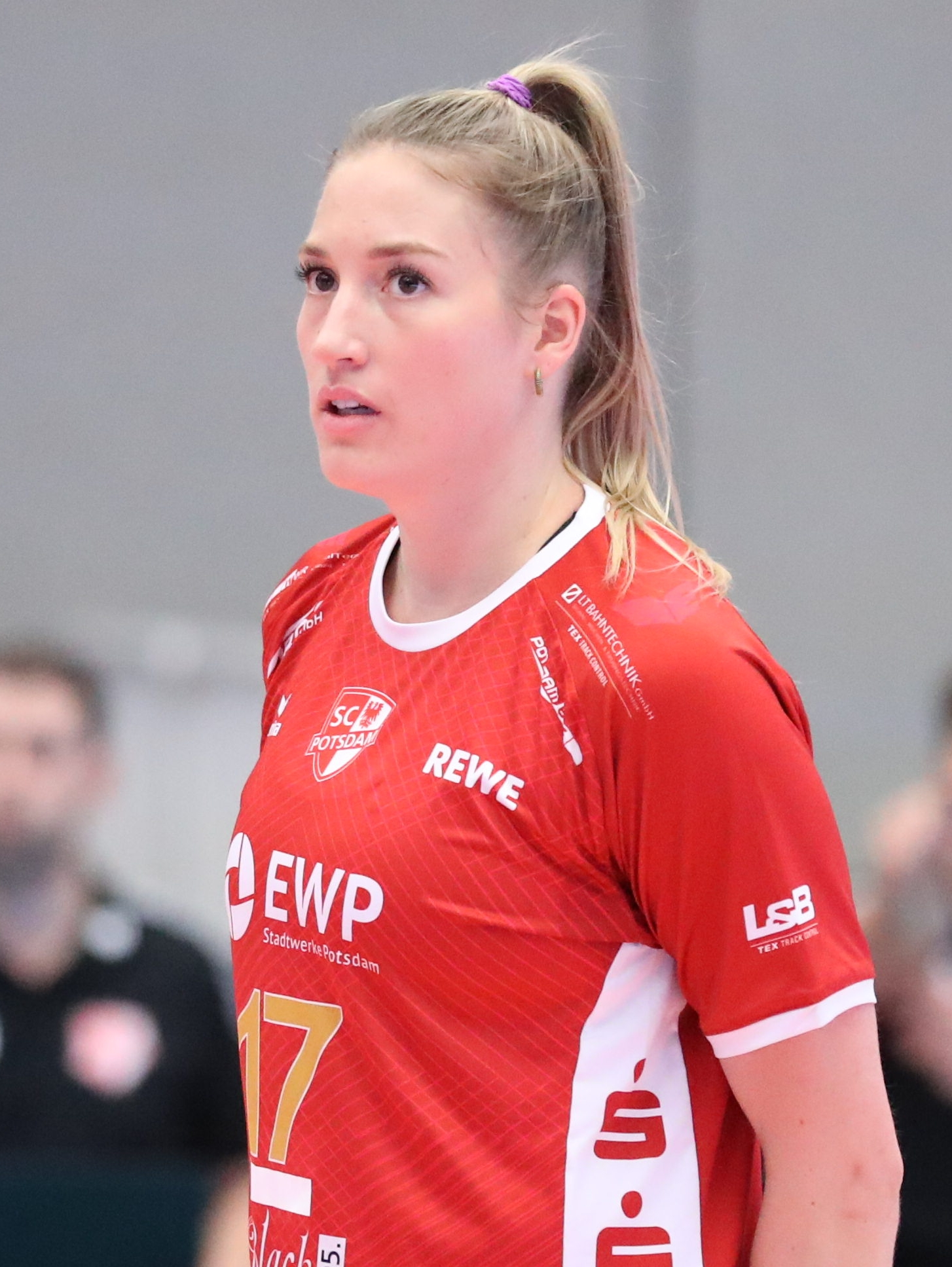
Laura Emonts (* 1991)

- Emonts, Meike (* 1991), deutsche Reality-TV-Teilnehmerin und Moderatorin
- Emonts, Ralph (* 1967), belgischer Biathlet
- Emonts-Gast, Roswitha (* 1944), belgische Leichtathletin
- Emordi, Paul (* 1965), nigerianischer Leichtathlet
- Emory, deutscher Sänger
- Emory, Sonny (* 1962), US-amerikanischer Schlagzeuger des Fusionjazz
- Emory, William Hemsley (1811–1887), US-amerikanischer Militär und Geodät
- Emoto, Akira (* 1948), japanischer Schauspieler
- Emoto, Masaru (1943–2014), japanischer Alternativmediziner, Autor, Stifter und Unternehmer
- Emoto, Yuko (* 1972), japanische Judoka
- Emott, James (1771–1850), US-amerikanischer Politiker

### Emp
- Empacher, Sascha (* 1969), deutscher Sportmanager und Spielervermittler
- Empacher, Walter (1906–1945), deutscher Kommunist und Widerstandskämpfer gegen den Nationalsozialismus
- Empain, Édouard Louis Joseph (1852–1929), belgischer Ingenieur, Unternehmer, Finanzier und Industrieller
- Empain, Édouard-Jean (1937–2018), belgischer Unternehmer und Geschäftsmann
- Empedokles, antiker griechischer Philosoph und Politiker
- Empel, Fem van (* 2002), niederländische RadrennfahrerinFem van Empel (* 2002)

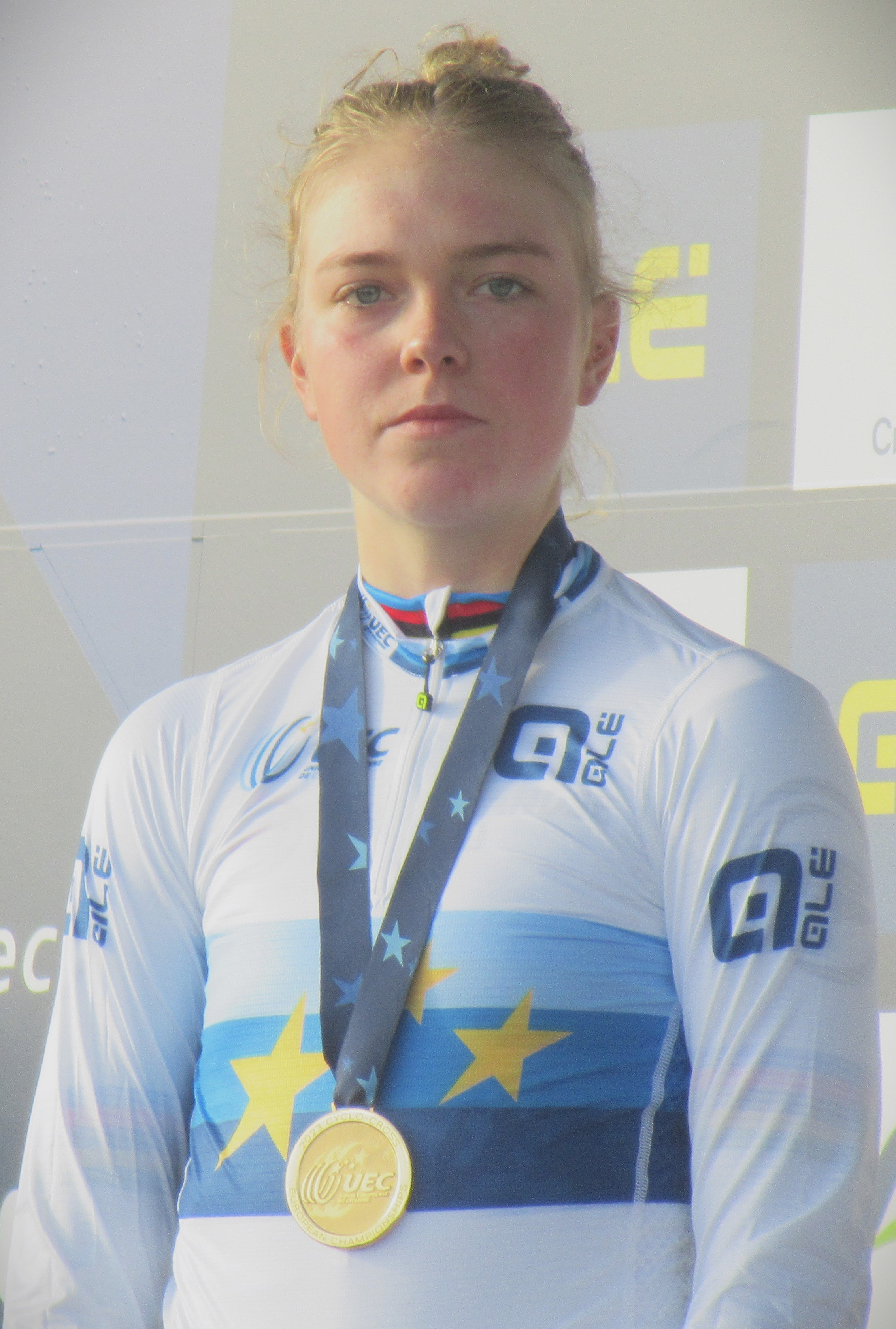
Fem van Empel (* 2002)

- Empel, Micki van (* 1990), niederländischer Cyclocrossfahrer
- Empel, Ruud van (* 1958), niederländischer Fotokünstler
- Empen, Nico (* 1996), deutscher Fußballspieler
- Empen, Peter (1920–1971), deutscher Politiker (SPD), MdL
- Emperado, Adriano (1926–2009), hawaiischer Kampfsport-Trainer
- Emperaire, Achille (1829–1898), französischer Maler
- Emperaire, José (1912–1958), französischer Prähistoriker und Ethnologe
- Empereur, Jean-Yves (* 1952), französischer Klassischer Archäologe
- Emperger, Benedict Alphons von (1711–1788), landesfürstlicher Bannrichter in Kärnten
- Emperger, Friedrich Ignaz von (1862–1942), böhmisch-österreichischer Bautechniker
- Emperius, Adolf (1806–1844), deutscher klassischer Philologe, Historiker und Lehrer
- Emperius, Johann Ferdinand Friedrich (1759–1822), deutscher Hochschullehrer, Museumsdirektor und Braunschweiger Hofrat
- Empey, Rachel (* 1976), britische Managerin
- Empey, Reg, Baron Empey (* 1947), britischer Politiker
- Empeyta, Eugène (1892–1951), Schweizer Fechter
- Empeytaz, Henri-Louis (1790–1853), Schweizer evangelischer Geistlicher
- Empire, Alec (* 1972), deutscher MusikerAlec Empire (* 1972)

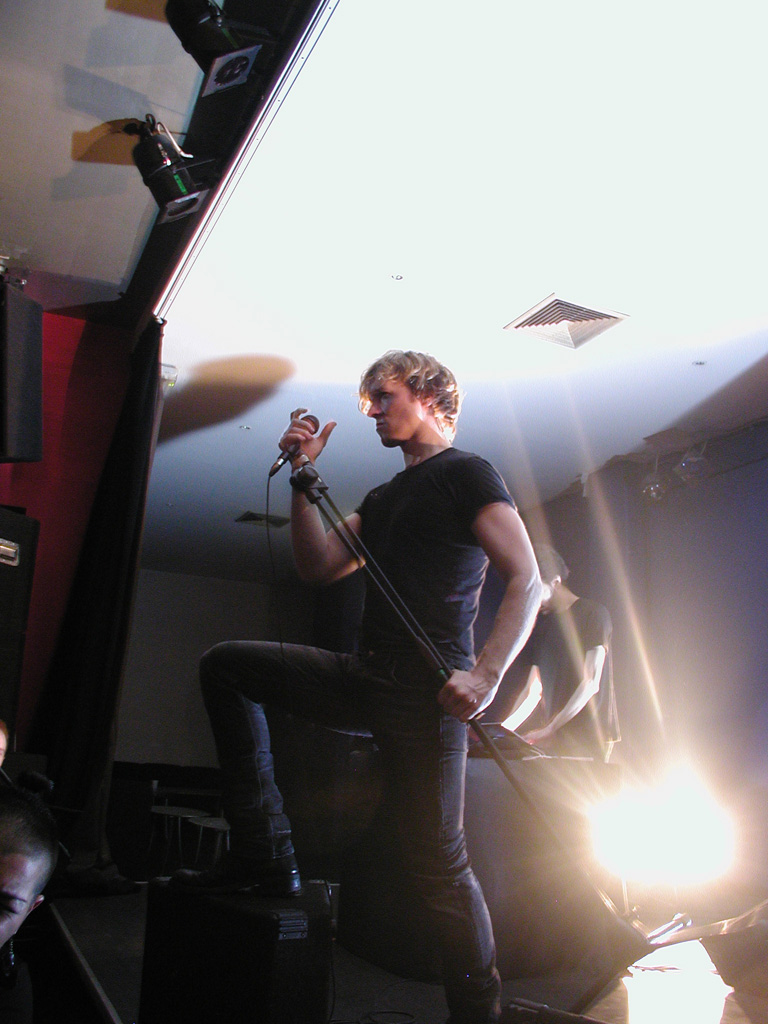
Alec Empire (* 1972)

- Empis, Adolphe-Joseph Simonis (1795–1868), französischer Schriftsteller, Mitglied der Académie française
- Empl, Haymo (* 1971), Schweizer Schriftsteller und Moderator
- Emporion-Maler, attisch-schwarzfiguriger Vasenmaler
- Emprechtinger, Josef (1889–1960), österreichischer Landespolitiker (CS), Landtagsabgeordneter
- Empress, Marie (1884–1919), britische Schauspielerin
- Empson, Derek (1918–1997), britischer Admiral
- Empson, Tameka (* 1977), britische Schauspielerin
- Empson, William (1906–1984), britischer Dichter und Literaturkritiker
- Empthusen, Pieter van, niederländischer Bildhauer des Barock
- Empyre one, deutscher DJ und Musikproduzent

### Emr
- Emr, Scott D. (* 1954), US-amerikanischer Zellbiologe und Genetiker
- Emrah (* 1971), türkischer Sänger und Schauspieler
- Emramescha, altägyptischer König der 13. Dynastie
- Emre, Erhan (* 1978), deutscher Schauspieler, Drehbuchautor, Regisseur und Filmproduzent
- Emre, Gizem (* 1995), deutsche Schauspielerin und ModelGizem Emre (* 1995)

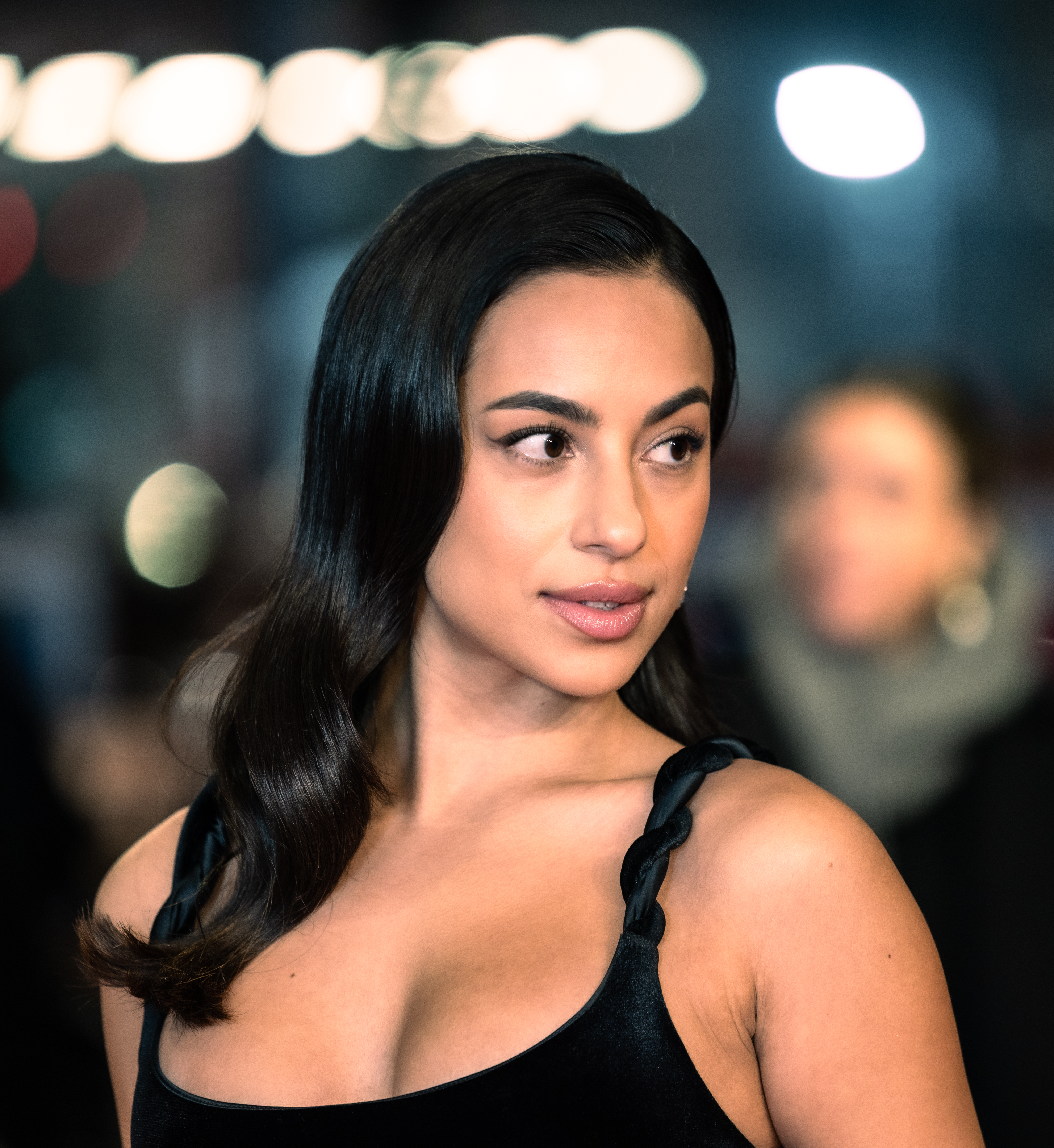
Gizem Emre (* 1995)

- Emre, Gültekin (* 1951), türkischer Heimatforscher, Lyriker und Übersetzer
- Emre, Polen (* 1991), türkische Schauspielerin
- Emre, Süleyman Ârif (1923–2019), türkischer Dichter, Jurist und Politiker (HP, YTP, MNP, MSP, RP, FP), Abgeordneter und Minister
- Emre, Yunus, türkischer Dichter, Mystiker, Sufi
- Emreciksin, Gökhan (* 1984), türkischer Fußballspieler
- Emreli, Mahir (* 1997), aserbaidschanischer FußballspielerMahir Emreli (* 1997)

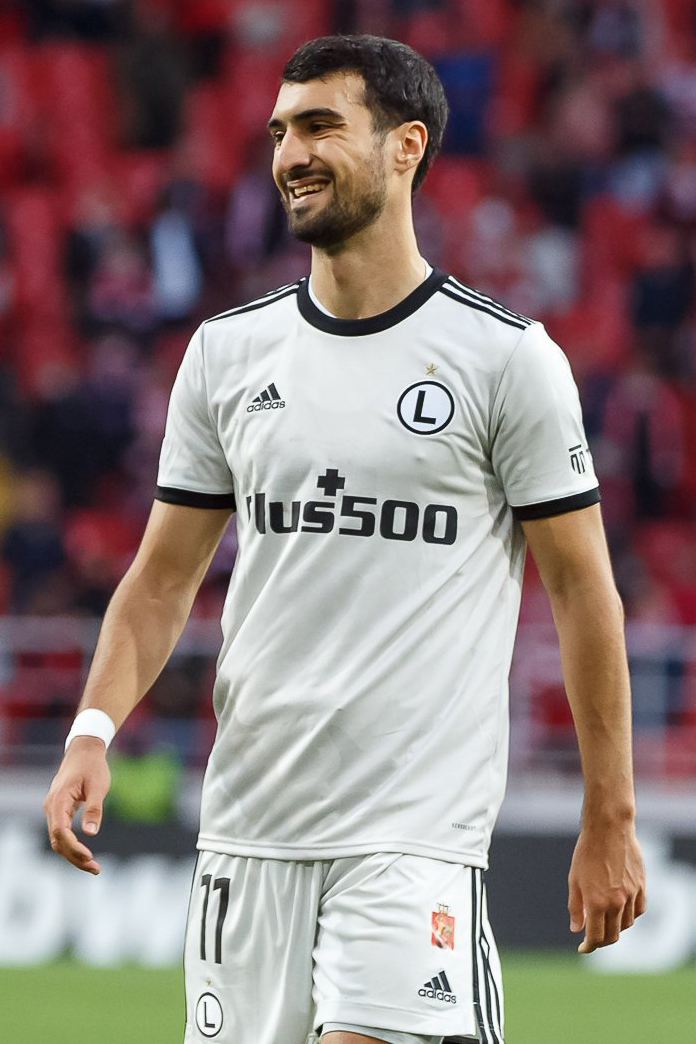
Mahir Emreli (* 1997)

- Emrich, Armin (* 1951), deutscher Handballspieler
- Emrich, Clyde (1931–2021), US-amerikanischer Gewichtheber
- Emrich, Dieter (1929–2007), deutscher Nuklearmediziner
- Emrich, Eike (1957–2023), deutscher Sportsoziologe und -ökonom
- Emrich, Fritz (1894–1947), deutscher Politiker (KPD), MdR
- Emrich, Gerhard (* 1940), deutscher Neogräzist
- Emrich, Hermann (1901–1979), deutscher Beamter und Literaturwissenschaftler
- Emrich, Hinderk Meiners (1943–2018), deutscher Psychiater, Psychoanalytiker und Philosoph
- Emrich, Julius (* 1985), deutscher Handballspieler
- Emrich, Lothar (1943–2012), deutscher Künstler
- Emrich, Louis (1893–1974), deutscher Journalist Schriftsteller und Prognostiker
- Emrich, Wilhelm (1909–1998), deutscher Literaturwissenschaftler, Germanist
- Emrick, Mike (* 1946), US-amerikanischer Sportkommentator
- Emrie, Jonas R. (1812–1869), US-amerikanischer Politiker
- Emrys, Ruthanna, US-amerikanische Science-Fiction- und Fantasy-Autorin

### Ems
- Ems, Harald von der (* 1960), deutscher Fernsehreisejournalist und Fernsehmoderator
- Ems, Jonas (* 1986), deutscher Kanute
- Ems, Jonas (* 1996), deutscher Webvideoproduzent, Moderator und Schauspieler
- Ems, Marx Sittich von (1466–1533), deutsch-österreichischer LandsknechtsführerMarx Sittich von Ems (1466–1533)

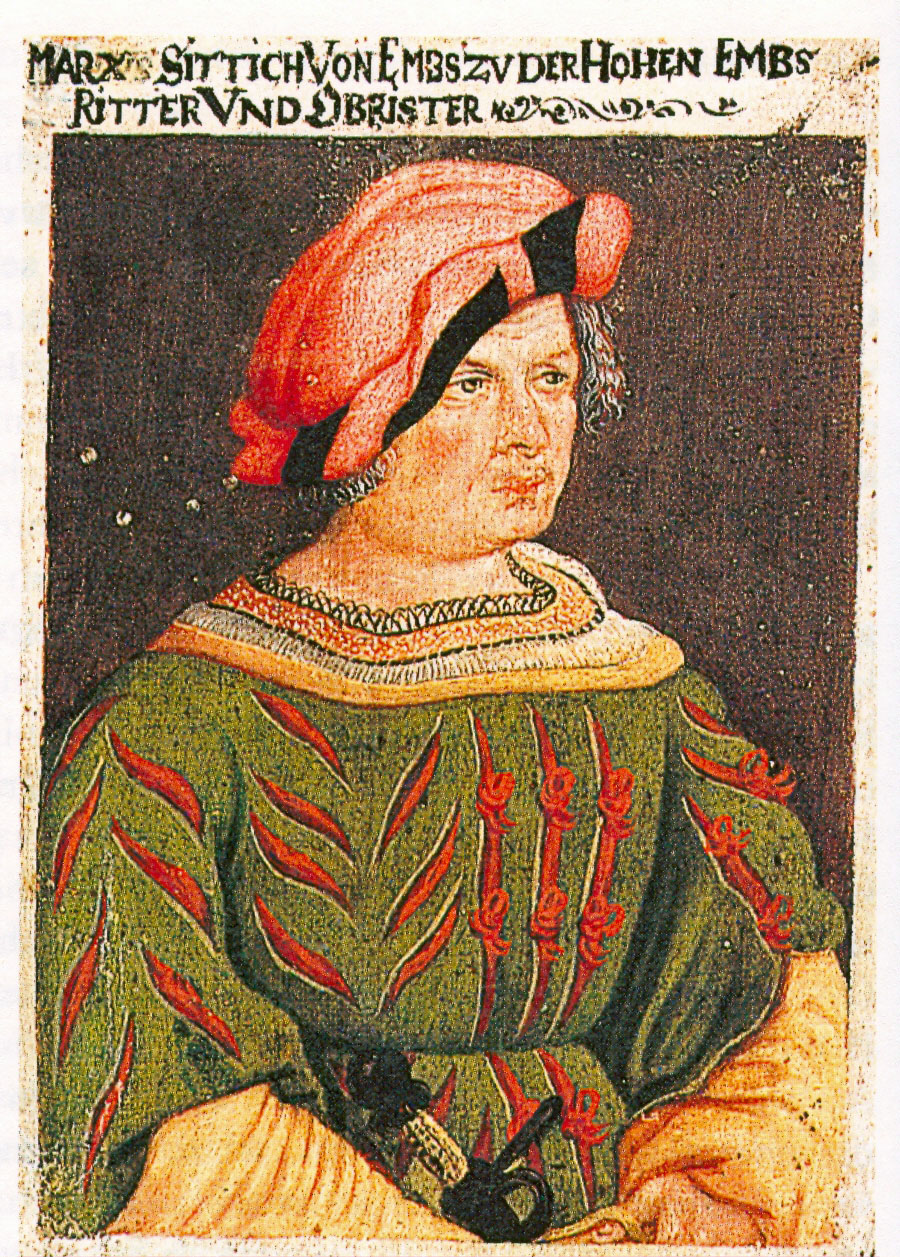
Marx Sittich von Ems (1466–1533)

- Emsbach, Karl (* 1946), deutscher Archivar und Historiker
- Emsberger, Gyula (1924–2011), ungarischer FIFA-Schiedsrichter
- Emschermann, Franz (1919–2008), deutscher Politiker (CDU)
- Emsel, Martina (* 1955), deutsche Sprach- und Übersetzungswissenschaftlerin
- Emser, Hans (1948–2020), deutscher Fußballtrainer
- Emser, Hieronymus (1478–1527), katholischer Theologe und Gegenspieler Luthers
- Emser, Werner (* 1920), deutscher Fußballspieler
- Emsheimer, Arthur (1900–1991), Leiter der Schweizerischen Zentralstelle für Flüchtlingshilfe
- Emsheimer, Ernst (1904–1989), schwedischer Musikwissenschaftler
- Emshoff, Rüdiger (* 1960), deutscher Facharzt für Mund-, Kiefer- und Gesichtschirurgie
- Emshwiller, Carol (1921–2019), amerikanische Schriftstellerin
- Emshwiller, Ed (1925–1990), US-amerikanischer Künstler
- Emsis, Indulis (* 1952), lettischer Biologe, Politiker, Mitglied der Saeima und Premierminister Lettlands
- Emslander, Florian, deutscher American-Football-Spieler
- Emsley, John (* 1938), britischer Chemiker und Sachbuchautor
- Emsley, Lyndon (* 1964), britischer Chemiker
- Emsley, Paul (* 1947), schottischer Künstler
- Emslie, Claire (* 1994), schottische Fußballspielerin
- Emslie, George, Baron Emslie (1919–2002), britisch-schottischer Jurist
- Emslie, Rosalie (1891–1977), britische Malerin
- Emslie, Steven D. (* 1953), US-amerikanischer Paläökologe, Paläontologe und Ornithologe
- Emsmann, Hugo (1857–1933), deutscher Konteradmiral der Kaiserlichen Marine
- Emst, Sarah van (* 2004), niederländische Tennisspielerin

### Emt
- Emtman, Steve (* 1970), US-amerikanischer American-Football-Spieler

### Emu
- Emuhvari, Peyveste (1873–1944), abchasische Prinzessin, Tochter des Prinzen Osman-Bey Emuhvari und der Prinzessin Hesna Chaabalurchva
- Emuliņa, Dārta-Elizabete (* 1997), lettische Tennisspielerin
- Emund der Alte, König von Schweden
- Emunds, Bernhard (* 1962), deutscher römisch-katholischer Theologe
- Emunds, Maria Paula (1865–1948), Mitbegründerin und erste Generaloberin der Missionsschwestern vom Kostbaren Blut
- Emundts, Corinna (* 1970), deutsche Fernsehjournalistin
- Emundts, Dina (* 1972), deutsche Philosophin und Hochschullehrerin
- Emundts, Edmund (1792–1871), deutscher Politiker und Oberbürgermeister von Aachen
- Emundts-Draeger, Elisabeth (1898–1987), deutsche Schriftstellerin
- Emura, Megumi (* 1980), japanische Biathletin und Skilangläuferin
- Emura, Misaki (* 1998), japanische Säbelfechterin
- Emuth, Hanna (1920–2008), deutsche Dokumentarfilm-Regisseurin

### Emv
- Emvall, Fredrik (* 1976), schwedischer Eishockeyspieler